# Liste der Biografien/Hae–Haf
Liste der Biografien |
Portal Biografien |
Personensuche
# |
A |
B |
C |
D |
E |
F |
G |
H |
I |
J |
K |
L |
M |
N |
O |
P |
Q |
R |
S |
T |
U |
V |
W |
X |
Y |
Z |
?
 
Ha |
Hd |
He |
Hi |
Hj |
Hk |
Hl |
Hm |
Hn |
Ho |
Hr |
Hs |
Ht |
Hu |
Hv |
Hw |
Hy
 
Haa |
Hab |
Hac |
Had |
Hae–Haf |
Hag |
Hah |
Hai |
Haj |
Hak |
Hal |
Ham |
Han |
Hao |
Hap |
Haq |
Har |
Has |
Hat |
Hau |
Hav |
Haw |
Hax |
Hay |
Haz
Die Liste der Biografien führt alle Personen auf, die in der deutschsprachigen Wikipedia einen Artikel haben. Dieses ist eine Teilliste mit 670 Einträgen von Personen, deren Namen mit den Buchstaben „Hae“ – „Haf“ beginnt.

## Hae–Haf

### Hae
- Hae Kim, Jane, südkoreanisch-US-amerikanische Schauspielerin

#### Haeb
- Haeb, Ingo (* 1970), deutscher Drehbuchautor, Filmregisseur und Schauspieler
- Haeberer, Peter-Michael (* 1945), deutscher Polizist und Direktor des Landeskriminalamts Berlin
- Haeberl, Franz Xaver von (1759–1846), deutscher Mediziner
- Haeberl, Simon von (1772–1831), deutscher Mediziner
- Haeberle, Erwin J. (1936–2021), deutscher Sexualwissenschaftler
- Haeberle, Gustav (1853–1930), deutscher Architekt
- Haeberle, Horatius (* 1940), deutscher Schauspieler
- Haeberle, Ronald (* 1941), US-amerikanischer Fotograf
- Haeberlen, Lambert (* 1801), württembergischer Verwaltungsbeamter
- Haeberli, Willy (1925–2021), schweizerisch-US-amerikanischer experimenteller Kernphysiker
- Haeberlin, Carl (1870–1954), deutscher Badearzt und Heimatforscher
- Haeberlin, Ernst Justus (1847–1925), deutscher Numismatiker und Rechtsanwalt
- Haeberlin, Franz (1841–1899), deutscher Architekt und preußischer Baubeamter
- Haeberlin, Herman Karl (1890–1918), deutscher Anthropologe
- Haeberlin, Johann Heinrich (1738–1808), deutscher Hofrat und Museumsdirektor
- Haeberlin, Johann Heinrich (1799–1866), preußischer Hofbaurat
- Haeberlin, Leonhard († 1656), Maler und Zeichner
- Haeberlin, Marc (* 1954), französischer Koch
- Haeberlin, Paul (1923–2008), französischer Drei-Sterne-KochPaul Haeberlin (1923–2008)

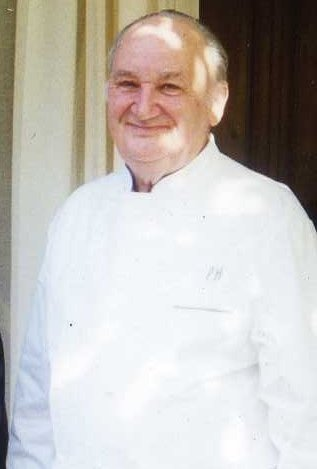
Paul Haeberlin (1923–2008)

- Haeberlin, Urs (* 1937), Schweizer Pädagoge
- Haebermann, Friedhelm (* 1946), deutscher Fußballspieler
- Haebler, Albin (1850–1897), deutscher klassischer Philologe und Gymnasiallehrer
- Haebler, Anna von (* 1987), deutsche Schauspielerin
- Haebler, Claus (1931–2023), deutscher Sprachwissenschaftler
- Haebler, Hans von (1870–1945), sächsischer Offizier und Schriftsteller
- Haebler, Ingrid (1929–2023), österreichische Pianistin
- Haebler, Konrad (1857–1946), deutscher Bibliothekar
- Haebler, Rolf Gustav (1888–1974), deutscher Politiker und Heimatforscher

#### Haec
- Haeck, Leopold (1868–1928), belgischer Landschafts- und Genremaler sowie Radierer
- Haecke, Joseph, deutscher Landschaftsmaler der Düsseldorfer Schule
- Haeckel, Carl (1781–1871), preußischer Jurist und Beamter
- Haeckel, Ernst (1834–1919), deutscher Zoologe, Philosoph und FreidenkerErnst Haeckel (1834–1919)

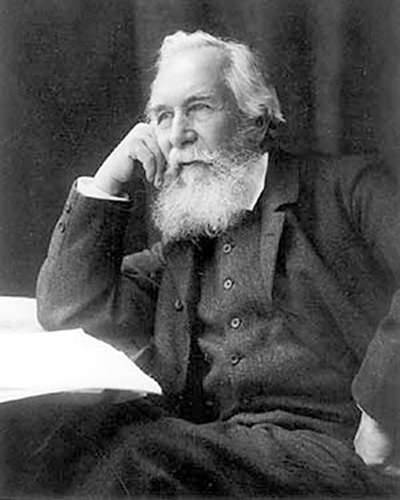
Ernst Haeckel (1834–1919)

- Haeckel, Georg (1873–1942), deutscher Pressefotograf
- Haeckel, Heinrich (1859–1921), deutscher Chirurg
- Haeckel, Otto (1872–1945), deutscher Pressefotograf
- Haeckel, Walter (1868–1939), deutscher Maler
- Haecker, Hans-Joachim (1910–1994), deutscher Schriftsteller, Autor von Theaterstücken und Lehrer
- Haecker, Katharina (* 1992), australische Judoka
- Haecker, Theodor (1879–1945), Schriftsteller, Kulturkritiker, Übersetzer
- Haecker, Valentin (1864–1927), deutscher Zoologe
- Haeckher, Sigmund Jacob (1726–1772), Architekturdirektor und Professor der Geometrie und Mathematik
- Haeckl, Anton, österreichischer Instrumentenbauer
- Haecks, Daniel (1706–1778), deutscher Rechtswissenschaftler und Bürgermeister der Hansestadt Lübeck
- Haecks, Horst (1936–2010), deutscher Fußballspieler

#### Haed
- Haedecke, Gert (1934–2015), deutscher Rundfunkjournalist
- Haedecke, Matthias, deutscher Kameramann
- Haedenkamp, Karl (1889–1955), deutscher Mediziner und Sanitätsoffizier, Politiker (DNVP, NSDAP), MdR
- Haedens, Kléber (1913–1976), französischer Journalist, Autor und Literaturkritiker
- Haeder, Matthias (* 1989), deutscher Fußballspieler
- Haedicke, Maximilian (* 1967), deutscher Rechtswissenschaftler
- Haedke, Joachim (* 1970), deutscher Politiker (CSU), MdL
- Haedo, Eduardo Víctor (1901–1970), uruguayischer Journalist und Politiker, Staatspräsident (1961 bis 1962)
- Haedo, Juan Carlos (* 1948), argentinischer Radrennfahrer
- Haedo, Juan José (* 1981), argentinischer Radrennfahrer
- Haedo, Lucas Sebastián (* 1983), argentinischer Radrennfahrer
- Haedrich, Martina (* 1948), deutsche Juristin und Völkerrechtsexpertin
- Haedrich, Rainer (1943–1998), deutscher Politiker (CDU) und Landrat des Landkreises Uecker-Randow

#### Haef
- Haefele, Eugen (1874–1935), deutscher Verwaltungsjurist
- Haefele, Hans F. (1925–1997), Schweizer Historiker und Altphilologe
- Haefeli, Anton (* 1946), Schweizer Musikwissenschaftler
- Haefeli, August (1887–1960), Schweizer Flugzeugkonstrukteur
- Haefeli, Laura (* 1967), US-amerikanische Sommerbiathletin
- Haefeli, Max (1869–1941), Schweizer Architekt
- Haefeli, Max Ernst (1901–1976), Schweizer Architekt
- Haefeli, Robert (1898–1978), Schweizer Bauingenieur und Glaziologe
- Haefeli, Walter (1917–2013), Schweizer Cellist
- Haefelin, Leopold (1792–1872), deutscher Verwaltungsbeamter
- Haefelin, Paul (1889–1972), Schweizer Jurist und Politiker
- Haefelin, Trude (1914–2008), deutsche Schauspielerin
- Haefely, Emil (1866–1939), Schweizer Fabrikant
- Haeffner, Friedrich (1759–1833), schwedischer Komponist deutscher Abstammung
- Haeffner, Gerd (1941–2016), deutscher Ordensgeistlicher und Philosoph
- Haeffner, Paul (1917–2006), deutscher Offizier, zuletzt Generalleutnant der Luftwaffe
- Haeffner, Torsten (* 1960), Schweizer Schriftsteller
- Haefliger, André (1929–2023), Schweizer Mathematiker
- Haefliger, Ernst (1919–2007), Schweizer Opernsänger (Tenor)
- Haefliger, Leopold (1929–1989), Schweizer Künstler
- Haefliger, Michael (* 1961), Schweizer Intendant des Lucerne Festivals
- Haefliger, Paul (1914–1982), schweizerischer Maler, Kunstkritiker und Drucktechniker
- Haefner, Harold (1933–2022), Schweizer Geograph
- Haefner, Martin (* 1954), Schweizer Unternehmer und Mäzen
- Haefner, Viktor (1896–1967), deutscher Pilot
- Haefner, Walter (1910–2012), Schweizer Industrieller, Kunstsammler und Mäzen
- Haefs, Gabriele (* 1953), deutsche Schriftstellerin, literarische Übersetzerin und Herausgeberin
- Haefs, Gisbert (* 1950), deutscher Schriftsteller und ÜbersetzerGisbert Haefs (* 1950)

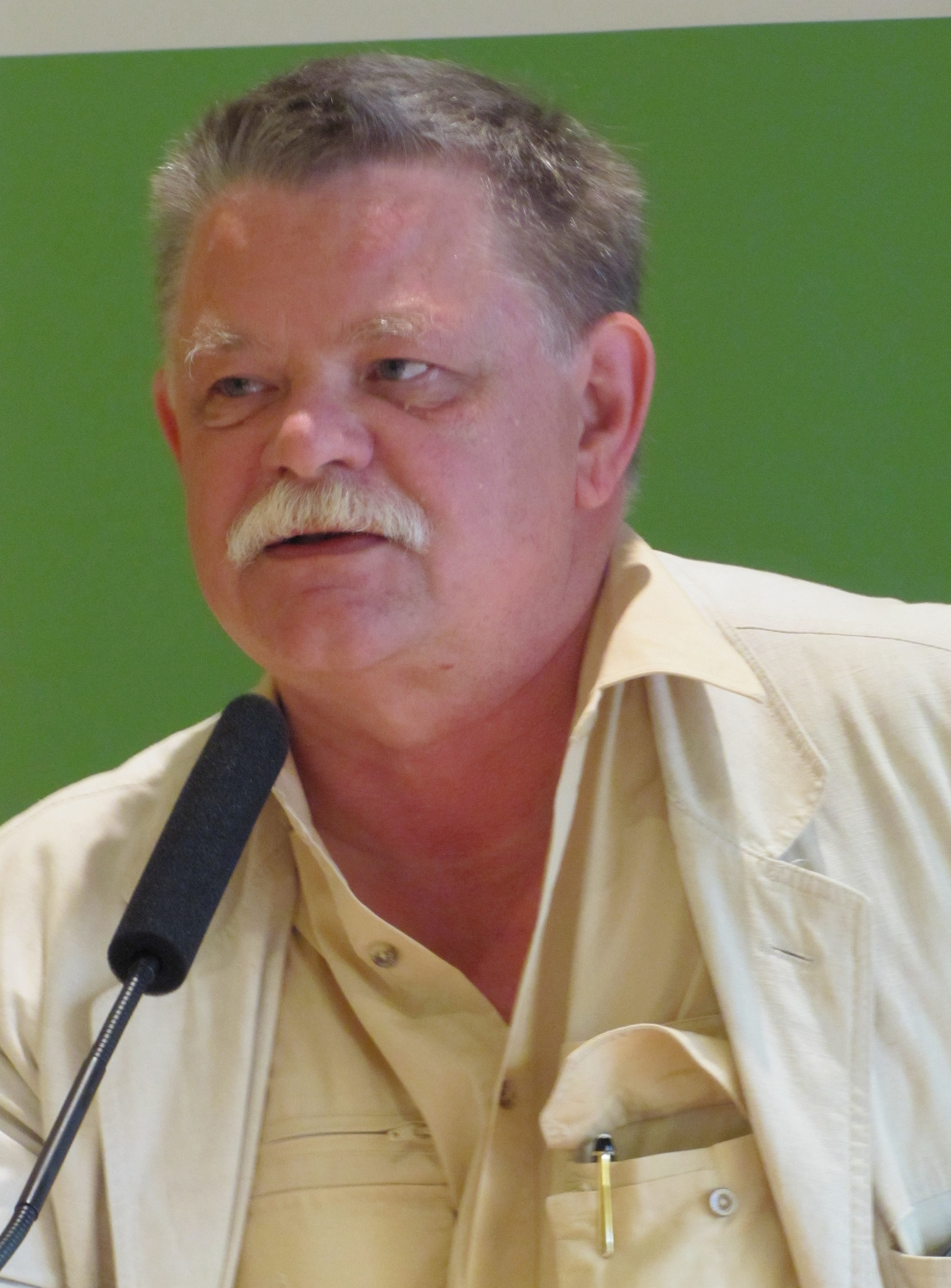
Gisbert Haefs (* 1950)

- Haefs, Hanswilhelm (1935–2015), deutscher Publizist, Übersetzer und Forscher
- Haefs, Robin (* 1980), deutscher Songwriter
- Haeften, August von (1832–1871), preußischer Archivar
- Haeften, Dietrich von (1940–2022), deutscher Sachbuchautor
- Haeften, Hans Bernd von (1905–1944), deutscher Jurist und Widerstandskämpfer gegen den Nationalsozialismus
- Haeften, Hans von (1870–1937), deutscher Generalmajor, Präsident des Reichsarchivs
- Haeften, Jan von (1931–2017), deutscher Unternehmer
- Haeften, Julius von (1802–1866), preußischer Verwaltungsjurist und Landrat des Kreises Kleve
- Haeften, Margriet van (1751–1793), niederländische Dichterin und Prosaschriftstellerin
- Haeften, Reinhard von (1772–1803), deutscher Offizier
- Haeften, Werner von (1908–1944), deutscher Jurist, Offizier und Widerstandskämpfer gegen den NationalsozialismusWerner von Haeften (1908–1944)

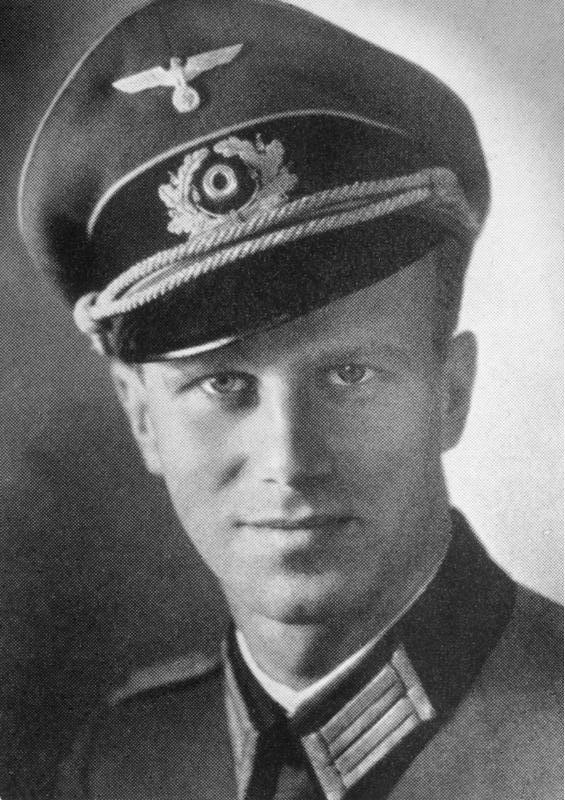
Werner von Haeften (1908–1944)

#### Haeg
- Haege, Gerhard († 1970), deutscher Ruderer
- Haegele, Karl (1904–1977), deutscher Notar und Fachbuchautor
- Haegele, Michael (* 1969), deutscher Fotograf
- Haegele, Paul (1894–1977), deutscher Komponist und Kommunalpolitiker
- Haegele, Rudolf (1926–1998), deutscher Maler und Hochschullehrer
- Haegeman, Aimé (1861–1935), belgischer Reiter
- Haegen, Otto van der (1887–1915), preußischer Oberleutnant und Zeppelinkommandant
- Haegen, Wilhelm van der, flandrischer Kaufmann
- Haeger, Barbara (1919–2004), deutsche Bildhauerin, Malerin, Grafikerin und Dichterin
- Haeger, Erich (1893–1993), deutscher Insektenforscher und Lehrer
- Haeger, Welf (* 1961), deutscher Comedian
- Haeger, Wilhelm (1834–1901), deutscher Architekt und Baubeamter
- Haegert, Wilhelm (1907–1994), deutscher Jurist und SA-Sturmbannführer
- Haeggman, Joakim (* 1969), schwedischer Golfpro
- Haeghen, Ferdinand van der (1830–1913), belgischer Bibliothekar und Historiker
- Haeghen, Victor van der (1854–1916), belgischer Historiker und Archivar
- Haegi, Claude (* 1940), Schweizer Politiker
- Haegler, Carl Sebastian (1862–1916), Schweizer Mediziner, Chirurg, Klinikleiter und Kunstfreund
- Haegler, Kurt August (1900–1967), Schweizer Journalist, Schriftsteller, Verkehrsdirektor der Stadt Basel
- Haegy, Franz Xaver (1870–1932), französisch-deutscher katholischer Geistlicher, Redakteur und Politiker, MdR

#### Haeh
- Haehling von Lanzenauer, Christoph (* 1939), deutscher Betriebswirt und Professor für Betriebswirtschaftslehre
- Haehling von Lanzenauer, Heinrich (1861–1925), deutscher katholischer Theologe, Weihbischof in Paderborn
- Haehling von Lanzenauer, Johann (* 1974), deutscher Kurator und Galerist
- Haehling von Lanzenauer, Paul (1896–1943), deutscher Generalmajor im Zweiten Weltkrieg, Polizeioffizier
- Haehling von Lanzenauer, Reiner (1862–1925), deutscher Jurist und Beamter, Präsident des Landesfinanzamts in Köln
- Haehling von Lanzenauer, Reiner (1928–2025), deutscher Staatsanwalt und Autor
- Haehling, Raban von (* 1943), deutscher Althistoriker
- Haehn, Hugo (1880–1957), deutscher Brauwissenschaftler
- Haehn, Walter (1918–2015), deutscher Maler, Illustrator und Unternehmer
- Haehnel, Amalie (1807–1849), österreichische Opernsängerin (Alt, Mezzosopran) und Gesangspädagogin
- Haehnel, Gisela (1952–2009), deutsche Schriftstellerin
- Haehnel, Jérôme (* 1980), französischer Tennisspieler
- Haehnelt, Wilhelm (1875–1946), deutscher General der Flieger im Zweiten Weltkrieg
- Haehner, Alfred (1880–1949), deutscher Mediziner
- Haehnle, Hans (1838–1909), deutscher Unternehmer und Politiker (DtVP), MdR
- Haehser, Karl (1928–2012), deutscher Politiker (SPD), MdL, MdB

#### Haej
- Haejm, Geiss (1951–2023), deutscher Liedermacher und Schriftsteller

#### Haek
- Haek, David (* 1854), österreichischer Publizist und Übersetzer
- Haekel, Gotthold (1876–1945), deutscher Jurist und Politiker
- Haekel, Josef (1907–1973), österreichischer Ethnologe
- Haeker, Erich (1886–1958), deutscher Konteradmiral der Kriegsmarine
- Hækkerup, Hans (1945–2013), dänischer sozialdemokratischer Politiker, Mitglied des Folketing
- Hækkerup, Hans Erling (1907–1974), dänischer sozialdemokratischer Politiker
- Hækkerup, Karen (* 1974), dänische Politikerin (Sozialdemokraten), Mitglied des Folketing
- Hækkerup, Nick (* 1968), dänischer Politiker (Sozialdemokraten), Mitglied des Folketing, Minister
- Hækkerup, Per (1915–1979), dänischer sozialdemokratischer Politiker
- Haeko, Jacques (* 1984), neukaledonischer Fußballspieler

#### Hael
- Haelbich, Gerhard (1916–1986), deutscher Kapitän zur See der Bundesmarine
- Haeldermans, Stijn (* 1975), belgischer Fußballspieler
- Haelewyck, Jean-Claude (* 1952), belgischer Semitist und Hochschullehrer
- Haelom, Joseph Vuthilert (* 1951), thailändischer Geistlicher, römisch-katholischer Bischof von Chiang Rai
- Haelschner, Hugo (1817–1889), deutscher Rechtswissenschaftler

#### Haem
- Haemerlinck, Alfred (1905–1993), belgischer Radrennfahrer
- Haemhouts, Ben (* 1972), belgischer Musiker und Komponist
- Haemin (* 1973), koreanischer buddhistischer Mönch, Schriftsteller und Vortragender
- Haemmerle, Albert (1899–1976), deutscher Kunsthistoriker und Papierhistoriker
- Haemmerli, Erik (* 1967), Schweizer Fernsehkoch und GastrounternehmerErik Haemmerli (* 1967)

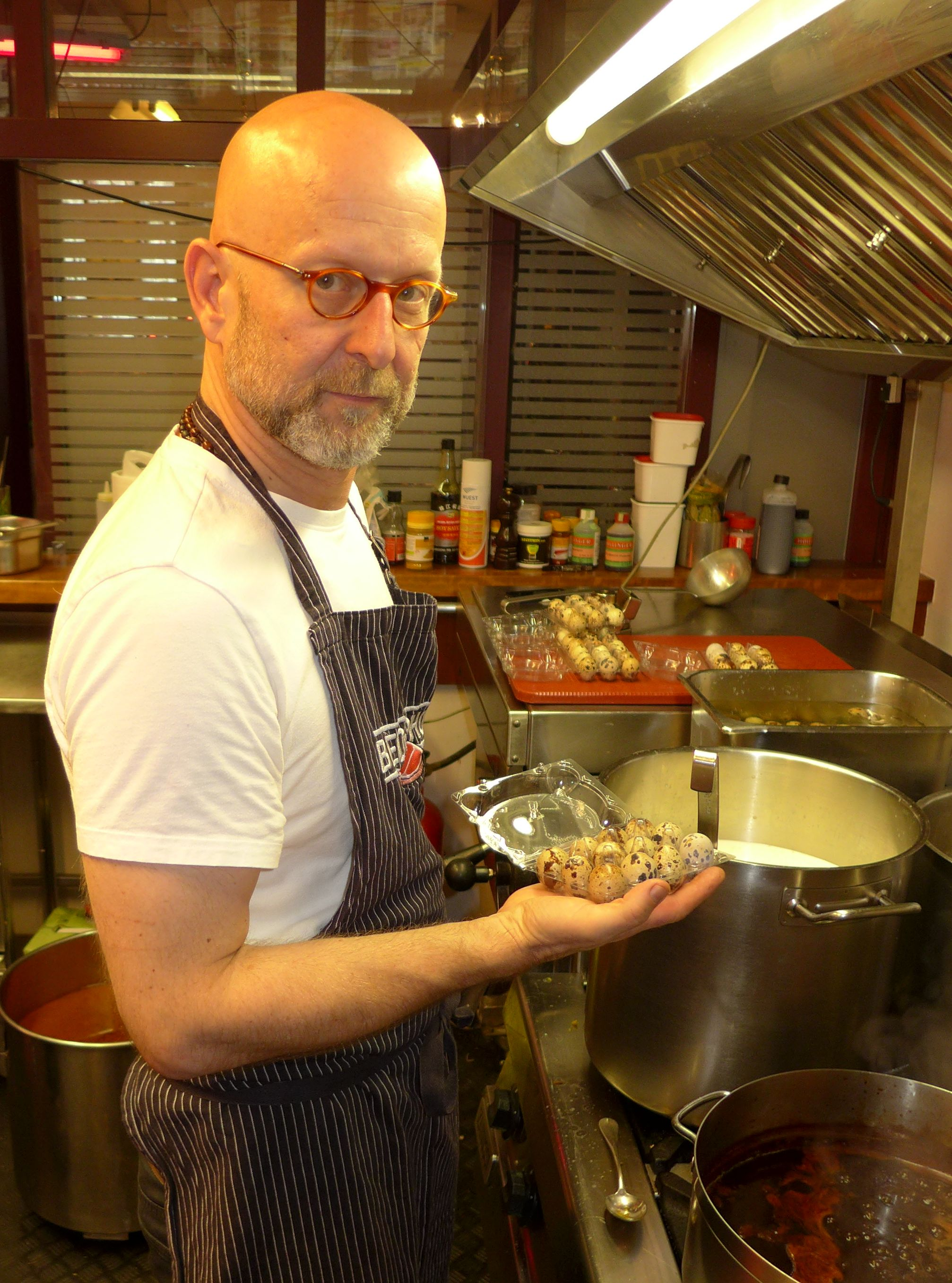
Erik Haemmerli (* 1967)

- Haemmerli, Margrit (1900–1979), Schweizer Malerin, Zeichnerin und Illustratorin
- Haemmerli, Thomas (* 1964), Schweizer Journalist und Filmregisseur
- Haemmerli-Marti, Sophie (1868–1942), Schweizer Mundartdichterin
- Haemmerli-Schindler, Gertrud (1893–1978), Schweizer Frauenrechtlerin
- Haemmerling, Konrad (1888–1957), deutscher Schriftsteller
- Haempel, Oskar (1882–1953), österreichischer Hydrobiologe
- Haemstede, Adriaan Corneliszoon van († 1562), niederländischer reformierter Theologe und Schriftsteller

#### Haen
- Haen, Anton de (* 1704), niederländischer Arzt
- Haen, Devin (* 2004), niederländischer Fußballspieler
- Haën, Eugen de (1835–1911), deutscher Chemiker und Unternehmer
- Haen, Galenus Abraham de (1622–1706), niederländischer Arzt und mennonitischer Prediger, Führer der Partei der Lammisten
- Haen, Jan den (1630–1676), niederländischer Vize-Admiral
- Haen, Sebastian (1979–2020), deutscher Mediziner und Hochschulprofessor
- Haenchen, Ernst (1894–1975), deutscher evangelischer Theologe
- Haenchen, Fritz (1907–1986), deutscher Gartenbauinspektor
- Haenchen, Hartmut (* 1943), deutscher Dirigent
- Haenchen, Karl (1883–1962), deutscher Historiker und Pädagoge
- Haenchen, Karl Ludwig (1911–2003), deutscher Fotograf, Fernsehproduzent und Schlagertexter
- Haendcke, Berthold (1862–1951), deutscher Kunsthistoriker
- Haendel, Carl Albin (1809–1886), deutscher Verlagsbuchhändler
- Haendel, Ida (1928–2020), polnisch-britische Violinistin und ViolinpädagoginIda Haendel (1928–2020)

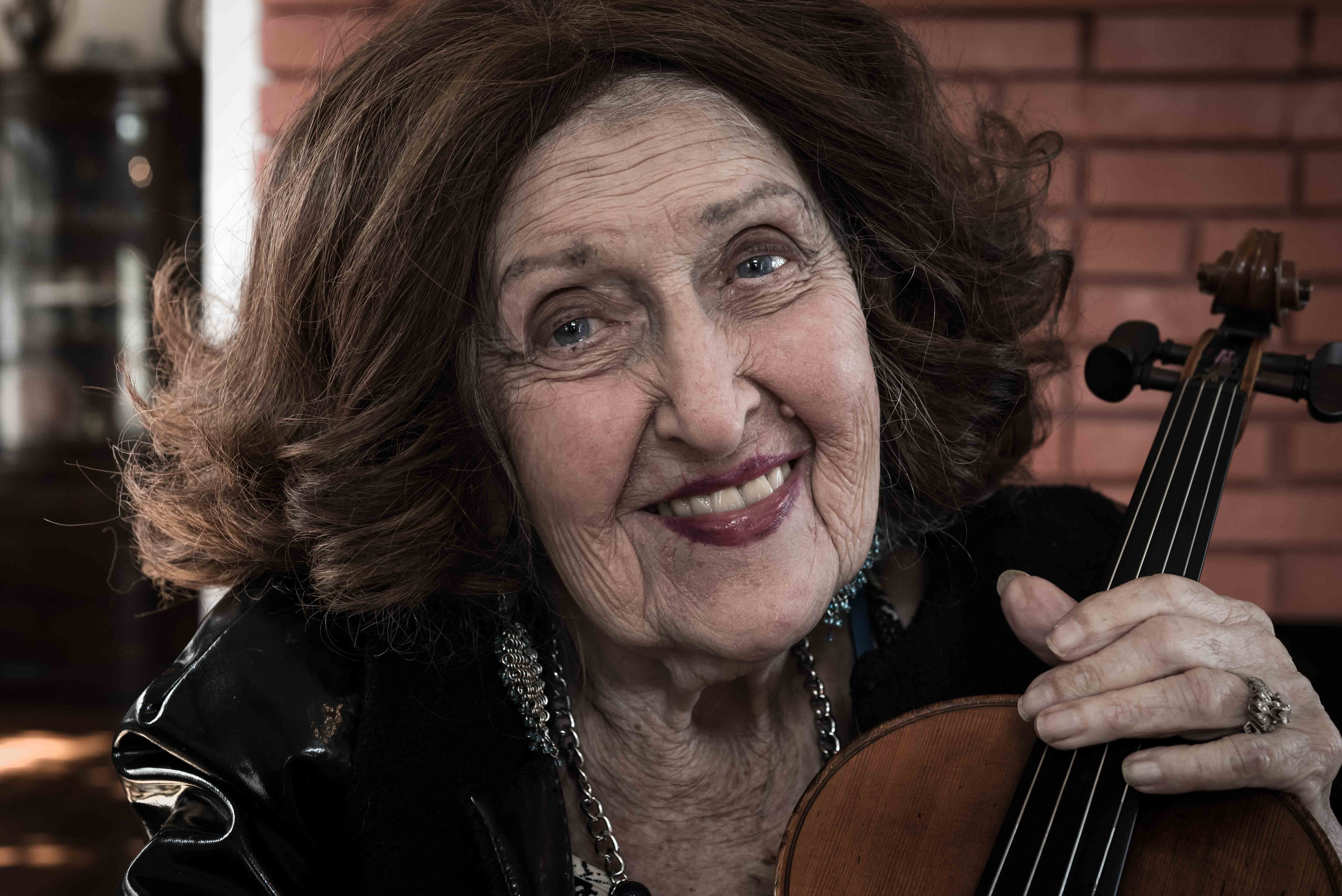
Ida Haendel (1928–2020)

- Haendler, Gert (1924–2019), deutscher evangelischer Theologe und Kirchenhistoriker
- Haendler, Otto (1890–1981), deutscher evangelischer Theologe und Hochschullehrer
- Haendly, Karl Paul (1891–1965), deutscher Politiker
- Haendly, Wolfgang (1911–1996), deutscher katholischer Geistlicher, Theologe und Berliner Dompropst
- Haene, Aloysius (1910–1999), Schweizer römisch-katholischer Bischof von Gwelo in Simbabwe
- Haene, François D’ (* 1985), französischer Berg- und Ultramarathonläufer
- Haenel von Cronenthal, Erich (1856–1906), deutscher Verwaltungsbeamter
- Haenel, Adèle (* 1989), französische SchauspielerinAdèle Haenel (* 1989)

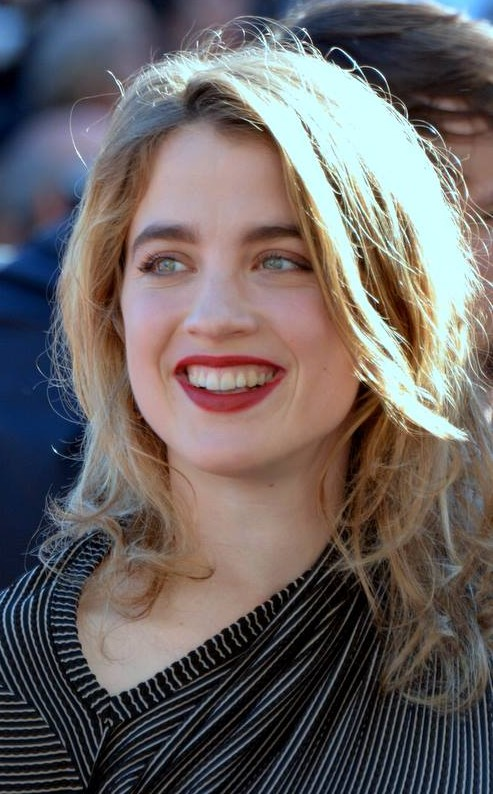
Adèle Haenel (* 1989)

- Haenel, Eduard (1819–1878), deutscher Ingenieur und Vorsitzender des Vereins Deutscher Ingenieure (VDI)
- Haenel, Eike (1938–2018), deutscher Volkskundler
- Haenel, Erich (1875–1940), deutscher Kunsthistoriker
- Haenel, Feodor von (1812–1900), preußischer Generalmajor
- Haenel, Günther (1898–1996), österreichischer Regisseur und Schauspieler
- Haenel, Hal (* 1958), US-amerikanischer Segler
- Haenel, Helmut (1919–1993), deutscher Veterinärmediziner, Mikrobiologe und Ernährungswissenschaftler
- Haenel, Hubert (1942–2015), französischer Politiker aus dem Elsass
- Haenel, Karl Moritz (1809–1880), deutscher Architekt und sächsischer Baubeamter
- Haenel, Oswald (1842–1911), deutscher Architekt
- Haenel, Walter (1862–1928), deutscher Industrieller
- Haenel, Wilhelm (1891–1967), deutscher Ingenieur
- Haenel, Yannick (* 1967), französischer Schriftsteller
- Haenen, Arjan (* 1987), niederländischer Handballspieler
- Haenen, Toby (* 1973), australischer Schwimmer
- Haener, Robert (1920–1981), Schweizer Berufsoffizier
- Haenfler, Ross (* 1974), US-amerikanischer Soziologe und Hochschullehrer
- Haenger, Peter (* 1960), Schweizer Historiker
- Haenggli, Jerry (* 1970), Schweizer bildender Künstler
- Hængsle, Nikolai (* 1978), norwegischer Fusion- und Rockmusiker (Bass)
- Haenichen, Martin (1894–1933), deutscher Pilot
- Haenicke, Siegfried (1878–1946), deutscher General der Infanterie im Zweiten Weltkrieg
- Haenisch, Erich (1880–1966), deutscher Sinologe, Mongolist und Mandschurist
- Haenisch, Fedor (1874–1952), deutscher Röntgenologe und Hochschullehrer
- Haenisch, Günther (1907–2001), deutscher Chirurg und Publizist
- Haenisch, Konrad (1876–1925), deutscher Journalist und PolitikerKonrad Haenisch (1876–1925)

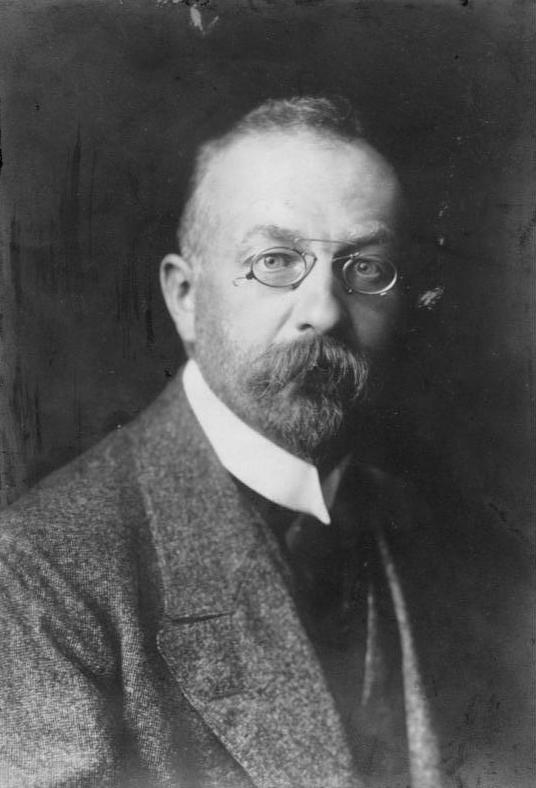
Konrad Haenisch (1876–1925)

- Haenisch, Natalie (1837–1921), deutsche Opernsängerin (Sopran) und Gesangspädagogin
- Haenisch, Otto (1856–1936), deutscher Schriftsetzer, Gründer der Mazdaznan
- Haenisch, Walter (1906–1938), deutscher Kommunist und Schriftsteller
- Haenisch, Wolf (1908–1978), deutscher Bibliothekar und Japanologe
- Haenke, Thaddäus (1761–1816), österreichischer (böhmischer) Philosoph, Geograf, Chemiker, Arzt, Botaniker und Forschungsreisender
- Haenle, Adolf (1842–1907), deutscher Architekt
- Haenle, Siegfried (1814–1889), deutscher Schriftsteller, Rechtsanwalt, Regionalhistoriker
- Haenlein, Friedrich Wilhelm von (1830–1893), preußischer Generalleutnant
- Haenlein, Karl (1837–1896), deutscher Verwaltungsjurist
- Haenlein, Ludwig von (1790–1853), deutscher Diplomat
- Haenlein, Paul (1835–1905), deutscher Flugpionier
- Haenlein, Wilhelm (1876–1949), deutscher Weinkaufmann und Mitglied des Provinziallandtages der Provinz Hessen-Nassau
- Haenni, Stefan (* 1958), Schweizer Maler und Schriftsteller
- Haenni, Tatjana (* 1966), Schweizer Fussballerin
- Hænning, Gitte (* 1946), dänische SängerinGitte Hænning (* 1946)

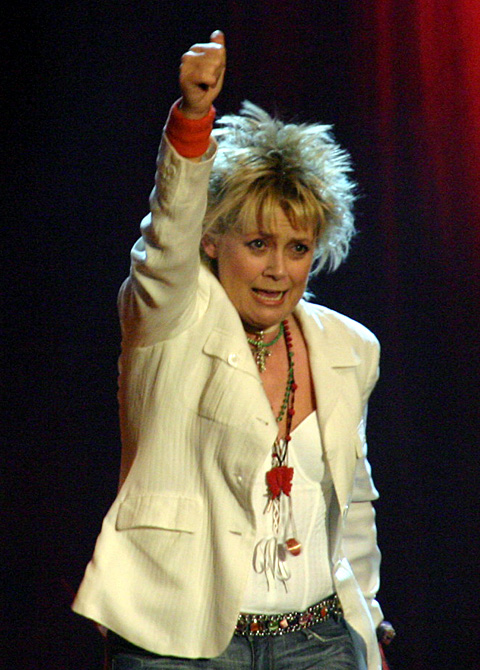
Gitte Hænning (* 1946)

- Haenow, Ben (* 1985), britischer Popsänger
- Haenraets, Willem (* 1940), niederländischer Künstler
- Haensch, Alfred (1879–1946), deutscher Porträt- und Landschaftsmaler
- Haensch, Delle (1926–2016), deutscher Jazz- und Unterhaltungsmusiker
- Haensch, Günther (1923–2018), deutscher Romanist, Hispanist und Lexikograf
- Haensch, Heribert, deutscher Tischtennisspieler
- Haensch, Herrmann (1832–1896), deutscher Mechaniker und Optiker
- Haensch, Richard, deutscher Naturalienhändler und Entomologe
- Haensch, Rudolf (* 1959), deutscher Althistoriker
- Haensch, Walter (1904–1994), deutscher SS-Offizier, Kommandeur des Sonderkommandos 4b der Einsatzgruppe CWalter Haensch (1904–1994)

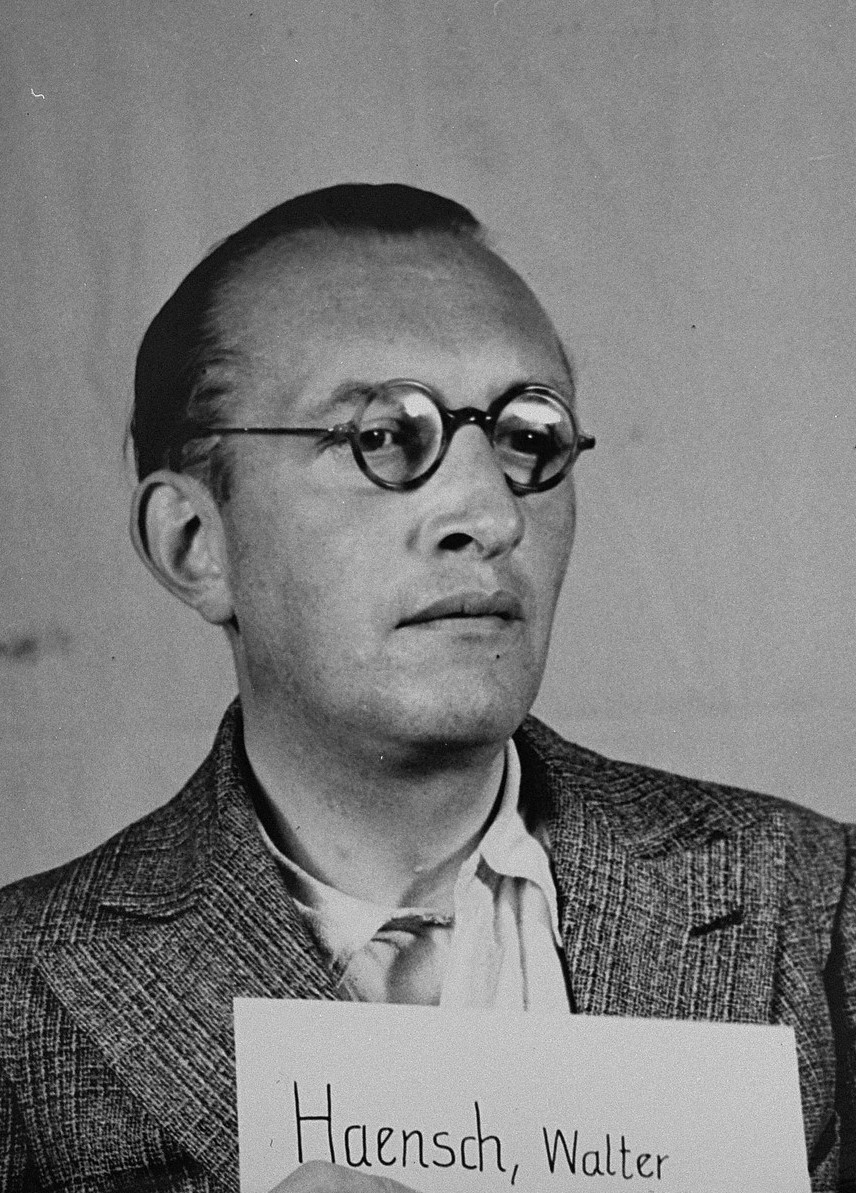
Walter Haensch (1904–1994)

- Haenschen, Gus (1889–1980), US-amerikanischer Musiker, Arrangeur, Songwriter, Orchester- und Aufnahmeleiter
- Haenschke, Frank (1937–2025), deutscher Chemiker und Politiker (SPD), MdB
- Haensel, Alfred (1869–1922), deutscher evangelischer Geistlicher
- Haensel, Carl (1889–1968), deutscher Dichterjurist
- Haensel, Claus (1942–2020), deutscher Maler, Grafiker, Bildhauer und Fotograf
- Haensel, Gustav (1841–1923), deutscher Unternehmer, Stadtverordnetenvorsteher und Ehrenbürger von Pirna
- Haensel, Hubert (* 1952), deutscher Science-Fiction-Schriftsteller
- Haensel, Michael (1943–2017), deutscher Opern- und Theaterregisseur und Theaterintendant
- Haensel, Ruprecht (1935–2009), deutscher Physiker
- Haensel, Vladimir (1914–2002), US-amerikanischer Chemieingenieur
- Haenselt, Katrin (* 1955), deutsche Basketballspielerin
- Haensgen-Dingkuhn, Elsa (1898–1991), deutsche Malerin und Grafikerin der Neuen Sachlichkeit
- Haensli, Ernst (1912–1986), Schweizer Ordensgeistlicher und Pädagoge
- Haentjens, Georg Wilhelm (* 1775), deutscher Kaufmann und Abgeordneter
- Haëntjens, Marcel (1869–1915), französischer Krocketspieler und Reiter
- Haentjes, Werner (1923–2001), deutscher Komponist und Dirigent
- Haentjes-Holländer, Dorothee (* 1963), deutsche Autorin und Übersetzerin
- Haentze, Carl Gottfried (1781–1858), deutscher Textilunternehmer
- Haentzschel, Emil (1858–1948), deutscher Mathematiker
- Haentzschel, Georg (1907–1992), deutscher Pianist und Filmkomponist
- Haenzel, Gerhard (1898–1944), deutscher Mathematiker

#### Haep
- Haepe, Hermann (1857–1926), sächsischer Generalmajor
- Haepers, Albert, belgischer Turner

#### Haer
- Haer, Adolf de (1892–1944), deutscher Maler, Grafiker und Holzstecher des Rheinischen Expressionismus
- Haerdter, Robert (1907–1995), deutscher Schriftsteller und Journalist
- Haerdtl, Eduard von (1861–1897), österreichischer Astronom
- Haerdtl, Guido von (1859–1928), österreichischer Beamter und Minister für Inneres
- Haerdtl, Hugo (1846–1918), österreichischer Bildhauer
- Haerdtl, Oswald (1899–1959), österreichischer Architekt und Designer
- Haeri Yazdi, Abdolkarim (1859–1937), schiitischer Großajatollah
- Haeri, Safa (1937–2016), iranischer Journalist
- Haerin, Thomas (* 1955), deutscher Schauspieler
- Haering, Barbara (* 1953), Schweizer Politikerin (SP)
- Haering, Hanna (* 1939), deutsche Tischtennisspielerin
- Haering, Hans (1875–1956), deutscher Architekt
- Haering, Hermann (1886–1967), deutscher Historiker, Bibliothekar und Archivar
- Haering, Jan (* 1979), deutscher Regisseur und Drehbuchautor
- Haering, Oscar (1843–1931), deutscher Buchhändler und Schriftsteller
- Haering, Stephan (1959–2020), deutscher Benediktiner, Theologe und Kirchenrechtler
- Haering, Suya (* 2005), neuseeländische Fußballspielerin
- Haering, Theodor (1884–1964), deutscher Philosoph
- Haering, Theodor von (1848–1928), deutscher lutherischer Theologe
- Haerizadeh, Ramin (* 1975), iranischer Künstler
- Hærland, Anne-Kat. (* 1972), norwegische Komikerin, Moderatorin und Autorin
- Haerlem, Simon Leonhard von (1701–1775), deutscher Oberdeichinspektor
- Haerlin, Friedl (1901–1981), deutsche Schauspielerin
- Haerlin, Friedrich (1857–1941), deutscher Hotelier; Gründer des Hotels Vier Jahreszeiten in Hamburg
- Haerlin, Wilhelm (1906–1958), deutscher Künstler
- Haersma Buma, Sybrand van (* 1965), niederländischer Politiker
- Haertel, Brigitte, deutsche Journalistin und Chefredakteurin
- Haertel, Carl (1863–1941), deutscher Architekt
- Haertel, Kurt (1910–2000), deutscher Jurist und Patentanwalt
- Haertel, Max (1881–1945), deutscher Kriminalpolizist und SS-Oberführer
- Haerten, Philipp (1869–1942), deutscher Verwaltungsjurist und Politiker
- Haerten, Theodor (1898–1968), deutscher Schauspieler, Dramatiker, Regisseur und Intendant
- Haerter, Harald (* 1958), Schweizer Jazzgitarrist
- Haertl, Franz (1880–1959), deutscher Landrat
- Haertlein, Lutz (* 1964), deutscher Rechtswissenschaftler
- Haertter, Klaus (* 1952), deutscher Florettfechter

#### Haes
- Haes, Carlos de (1826–1898), spanischer Landschaftsmaler des Impressionismus
- Haes, Gilles de (1597–1657), flandrischer Militär
- Haesaerts, Paul (1901–1974), belgischer Kunsthistoriker
- Haesche, William Edwin (1867–1929), US-amerikanischer Komponist
- Haese, August Friedrich Wilhelm (1824–1912), baptistischer Geistlicher
- Haese, Georg Friedrich (1763–1843), deutscher agrarpolitischer Reformer
- Haese, Günter (1924–2016), deutscher Künstler und Kunstprofessor
- Haese, Jürgen (1934–2025), deutscher Regisseur und Drehbuchautor
- Haese, Klaus (* 1935), deutscher Kunsthistoriker
- Haese, Otto (1874–1944), deutscher Gewerkschafter und Politiker (SPD), MdL
- Haese, Ute (* 1958), deutsche Schriftstellerin
- Haesebrouck, Ann (* 1963), belgische Ruderin
- Haeseldonckx, Josef (* 1941), belgischer Radrennfahrer
- Haesele, Emmy (1894–1987), österreichische Malerin
- Haeseler, Alexis von (1801–1889), preußischer Major und Landrat
- Haeseler, Arndt von (* 1959), deutscher Mathematiker
- Haeseler, August von (1693–1769), königlich-preußischer Regierungsrat
- Haeseler, Friedrich August von (1729–1796), kurfürstlich-sächsischer Kammerjunker und Oberforst- und Wildmeister
- Haeseler, Friedrich August von (1779–1854), preußischer Rittmeister, Rittergutsbesitzer und Landtagsabgeordneter
- Haeseler, Friedrich Joseph August von (1812–1889), preußischer Landtagsabgeordneter
- Haeseler, Gottlieb von (1701–1752), deutscher Unternehmer und königlich-preußischer Regierungs- und Geheimer Rat im Herzogtum Magdeburg
- Haeseler, Gottlieb von (1836–1919), preußischer GeneralfeldmarschallGottlieb von Haeseler (1836–1919)

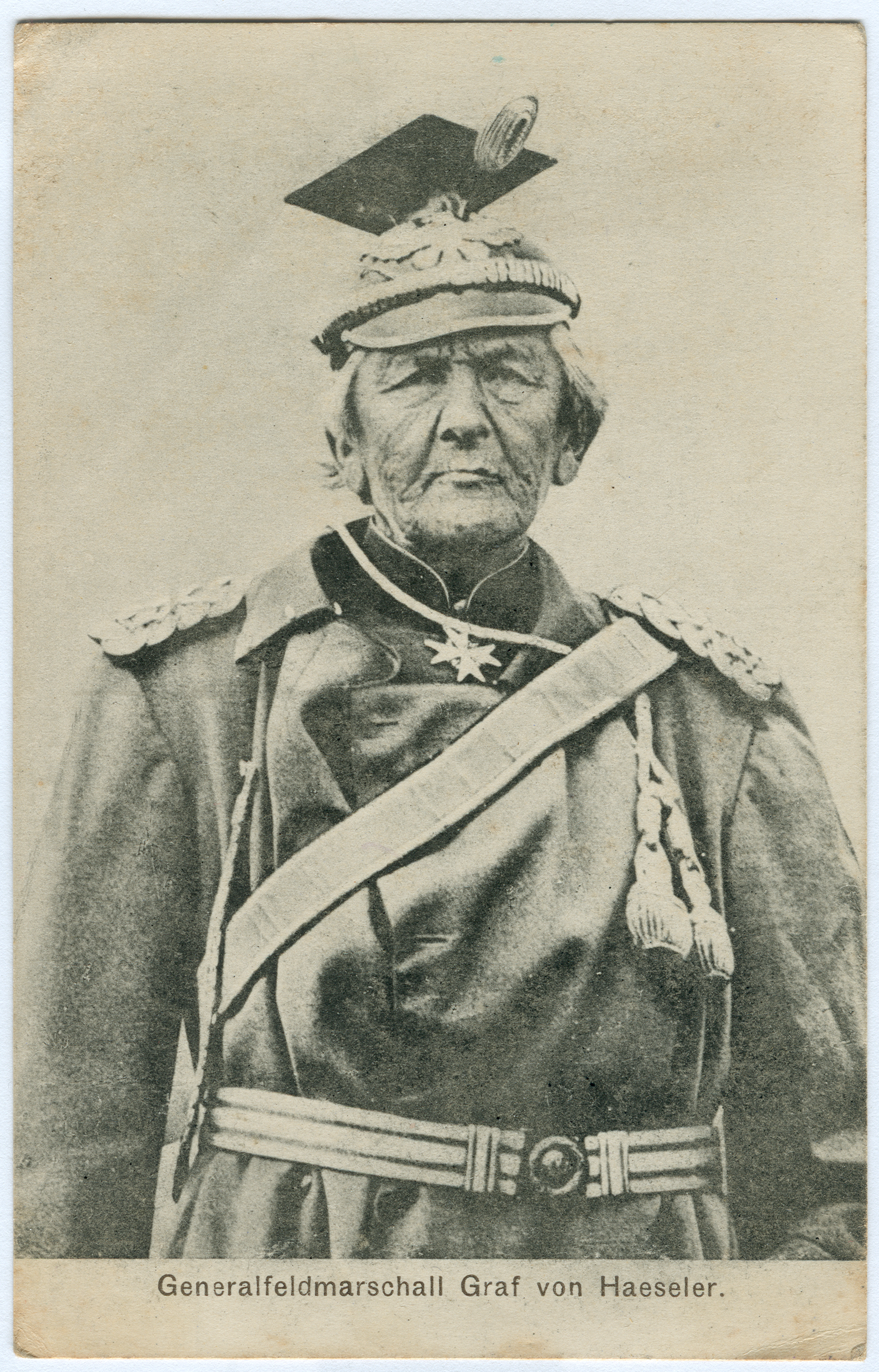
Gottlieb von Haeseler (1836–1919)

- Haeseler, Johann Carl (1773–1842), deutscher Kupferstecher, Graveur und Radierer sowie Stempelschneider und Medailleur
- Haeseler, Otto (1853–1928), deutscher Physiker, Gymnasial- und Hochschullehrer
- Haeseler, Volker, deutscher Biologe und Professor für Terrestrische Ökologie
- Haeseler, Willy von (1841–1927), preußischer Generalleutnant
- Haeseler, Wolfgang (1929–2008), deutscher Architekt
- Haeselich, Georg (1806–1894), deutscher Maler, Lithograph und Marinemaler
- Haeselich, Marcus (1807–1856), deutscher Maler und Lithograph
- Haeseling, Dorothée (* 1944), deutsche Grafikerin und Schriftstellerin
- Haesen, Wilfried (1943–2015), deutscher Ministerialbeamter und Staatssekretär (Berlin)
- Haeser, Carl (1871–1939), deutscher Maler
- Haeser, Heinrich (1811–1885), deutscher Pathologe, Medizinhistoriker und Hochschullehrer
- Haeske, Peter (* 1941), deutscher Politiker (CDU), MdL Mecklenburg-Vorpommern
- Haesler, Aldo (1954–2025), französischer Soziologe und Essayist
- Haesler, Otto (1880–1962), deutscher ArchitektOtto Haesler (1880–1962)

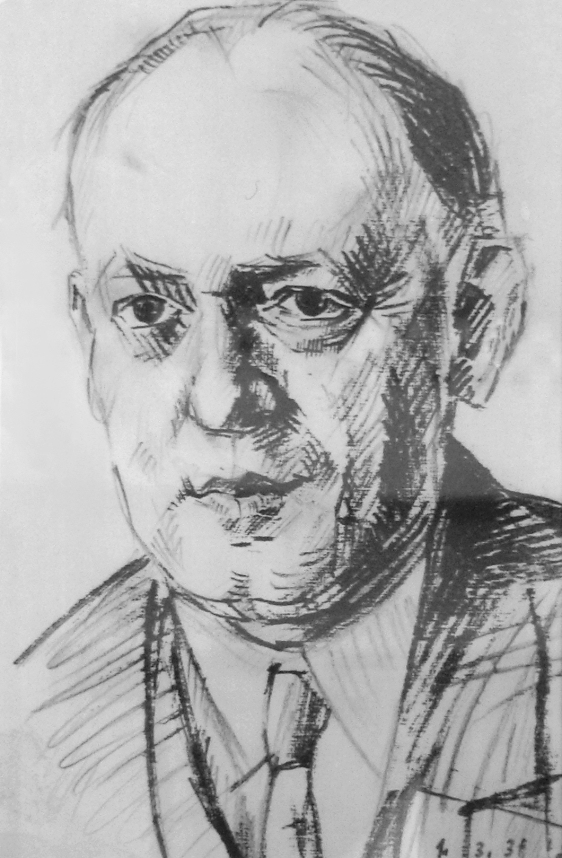
Otto Haesler (1880–1962)

- Haesler, Walter (1926–2020), Schweizer Psychologe und Kriminologe
- Haesner, Alfred (1896–1975), Ingenieur und Entwicklungsleiter von Volkswagen und Ford
- Haessel, Hermann (1819–1901), deutscher Buchhändler und Verleger
- Haest, Brigitte (* 1948), österreichische Sprinterin
- Hæstad, Kristofer (* 1983), norwegischer Fußballspieler
- Hæstrup, Jørgen (1909–1998), dänischer Historiker und Schriftsteller
- Haestskau, Gustav, deutscher Landvermesser

#### Haet
- Haet, Michaela (* 1999), australische Tennisspielerin
- Hætta, Mattis (1959–2022), norwegischer Sänger
- Haettenschweiler, Walter (1933–2014), Schweizer Schriftentwerfer
- Haetzni, Elyakim (1926–2022), israelischer Rechtsanwalt, Siedlungsaktivist und Politiker

#### Haeu
- Haeupler, Henning (* 1939), deutscher Botaniker
- Haeuser, Adolf (1857–1938), deutscher Jurist, Chemiker und Wirtschafts-Manager
- Haeuser, Philipp (1876–1960), deutscher römisch-katholischer Pfarrer und Anhänger des Nationalsozialismus
- Haeuserer, Martin (* 1987), österreichischer Liedermacher und Gitarrist
- Haeusgen, Helmut (1916–1989), deutscher Bankmanager
- Haeusgen, Ursula (1942–2021), deutsche Mäzenatin, Begründerin und Leiterin des Lyrik Kabinetts in München
- Haeusler, Carl Samuel (1787–1853), deutscher Unternehmer
- Haeusler, Caspar (1854–1938), deutscher Offizier und Politiker (Zentrum), MdR
- Haeusler, Helene (1904–1987), deutsche Designerin und Spielzeugproduzentin
- Haeusler, Johnny (* 1964), deutscher Musiker, Blogger, Mediendesigner, Autor und Radio-JournalistJohnny Haeusler (* 1964)

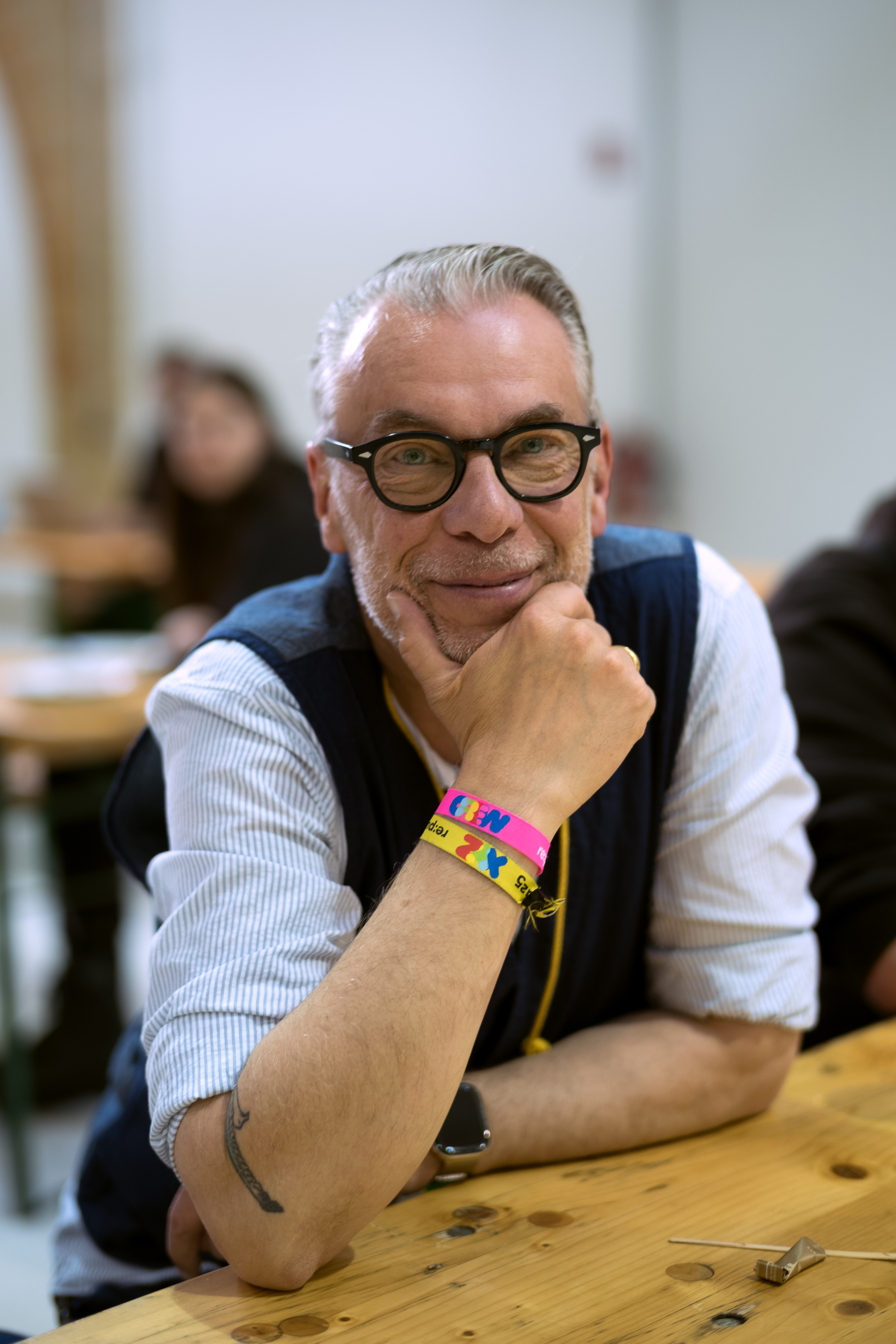
Johnny Haeusler (* 1964)

- Haeusler, Otto (1823–1900), deutscher Jurist und Politiker
- Haeusler, Sven (* 1968), deutscher Regisseur, Filmemacher, Musikproduzent und ehemaliger Musiker
- Haeusler, Tanja (* 1966), deutsche Bloggerin und Mediendesignerin
- Haeusser, Ludwig Christian (1881–1927), deutscher Prophet und InflationsheiligerLudwig Christian Haeusser (1881–1927)

Ludwig Christian Haeusser (1881–1927)

- Haeusserman, Ernst (1916–1984), österreichischer Theaterdirektor, Regisseur und Filmproduzent
- Haeutle, Christian (1826–1893), deutscher Archivar und Historiker

#### Haev
- Haevecker, Julius (1867–1935), deutscher Apotheker und Heimatforscher
- Haevernick, Oskar (1854–1924), preußischer Generalleutnant im Ersten Weltkrieg
- Haevernick, Thea Elisabeth (1899–1982), deutsche Prähistorikerin

#### Haex
- Haex, Joop (1911–2002), niederländischer Generalleutnant und Politiker

#### Haez
- Haezaert, Georges Joseph (1883–1957), belgischer römisch-katholischer Ordensgeistlicher und Apostolischer Vikar von Nord-Katanga
- Haezebrouck, Philippe (* 1954), französischer Unternehmer und Autorennfahrer

### Haf
- Haf, Herbert (* 1938), deutscher Mathematiker

#### Hafa
- Hafa, Herwig (1910–2000), deutscher evangelischer Theologe und Publizist

#### Hafd
- Hafdís Renötudóttir (* 1997), isländische Handballspielerin

#### Hafe
- Hafedh, Yasmin (* 1990), österreichische Rapperin, Slampoetin, Autorin und KulturschaffendeYasmin Hafedh (* 1990)

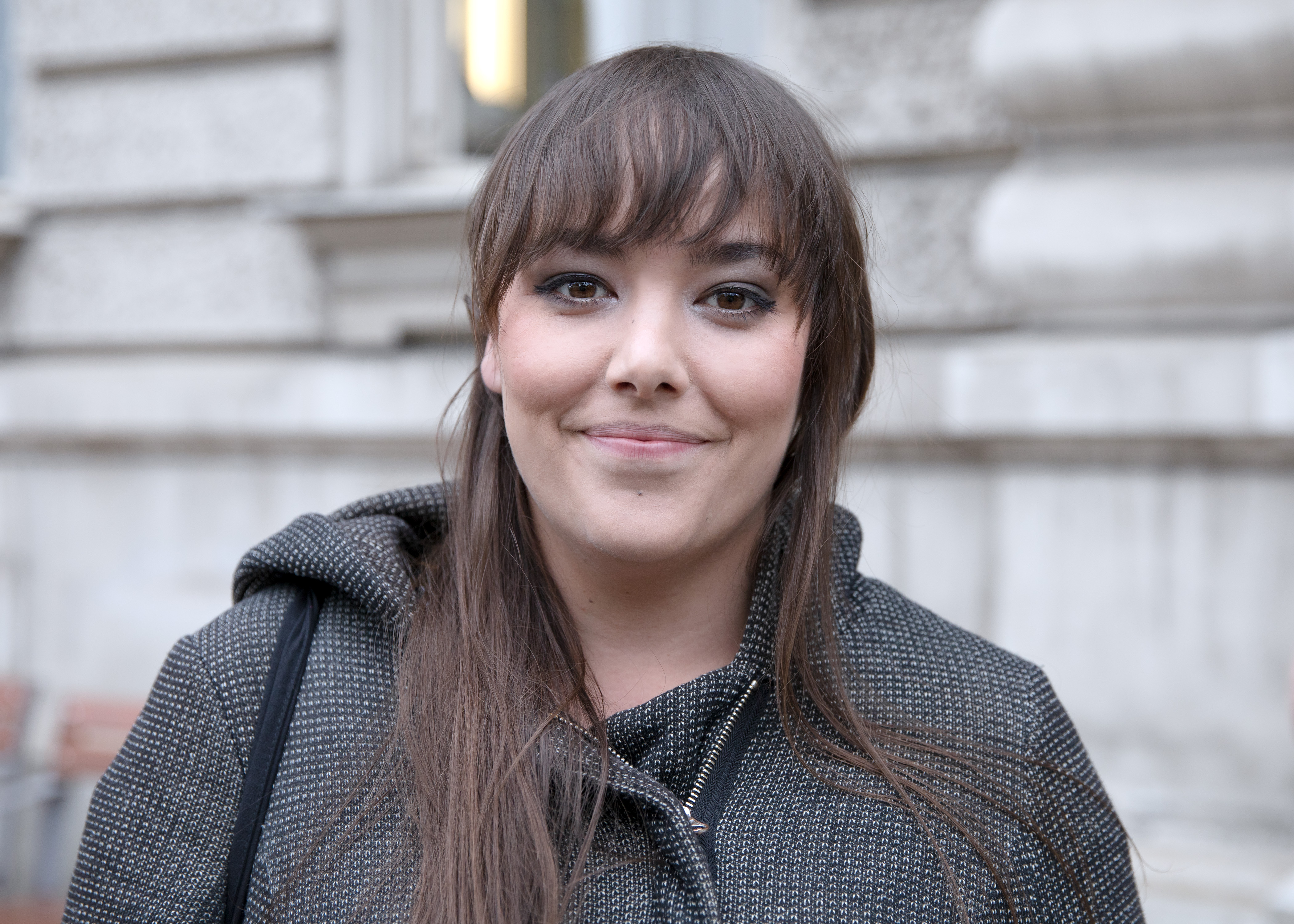
Yasmin Hafedh (* 1990)

- Hafeez Jullundhri, Abul Asar (1900–1982), pakistanischer Dichter
- Hafeez, Mohammad (* 1980), pakistanischer Cricketspieler
- Hafeez, Muhammad (* 1943), pakistanischer Radrennfahrer
- Häfele, Anna (* 1989), deutsche Skispringerin
- Häfele, Arnulf (* 1946), österreichischer Politiker (SPÖ), Landtagsabgeordneter in Vorarlberg
- Häfele, Franz (1889–1947), österreichischer Historiker und Heimatforscher
- Häfele, Gallus (1882–1960), Schweizer Dominikaner und Theologe
- Häfele, Hansjörg (1932–2025), deutscher Politiker (CDU), MdB
- Häfele, Joachim (* 1967), deutscher Soziologe, Kriminologe und Hochschullehrer
- Hafele, Joseph (1933–2014), US-amerikanischer Physiker
- Hafele, Mathias (* 1983), österreichischer Skispringer
- Häfele, Sebastian (* 1983), deutscher Basketballspieler
- Häfele, Wolf (1927–2013), deutscher Kernphysiker, „Vater“ des schnellen Brüters
- Hafelfinger, Emil F. (* 1866), US-amerikanischer Erfinder
- Häfelfinger, Eugen (1898–1979), Schweizer Maler, Bühnenbildner, Plastiker und Mosaizist
- Häfeli, Johann Caspar (1754–1811), Schweizer Theologe und Lehrer
- Häfelin, Emil (1921–2001), Schweizer Maler, Zeichenlehrer und Bühnenbildner
- Häfelin, Johann (* 1908), Schweizer Meteorologe
- Häfelin, Ulrich (1924–2016), Schweizer Rechtswissenschaftler
- Hafemann, Günther (1902–1960), deutscher Architekt
- Hafemann, Robin (* 1995), deutscher Volleyballspieler
- Hafemeister, David (1934–2023), US-amerikanischer Physiker und Rüstungsexperte
- Hafemeister, Dirk (1958–2017), deutscher Springreiter
- Hafemeister, Kai (* 1972), deutscher Drehbuchautor
- Hafen, Ernst (* 1956), Schweizer Biologe
- Hafen, Johann Baptist (1807–1870), deutscher katholischer Geistlicher und Schriftsteller
- Hafen, Margret (* 1946), deutsche Skirennläuferin
- Häfen, Mario von (* 1968), deutscher Jurist und Richter am Bundesgerichtshof
- Hafenberg, Günther (1931–2017), deutscher Basketball- und Volleyballspieler und -trainer
- Hafenberg, Heinrich († 1456), Abt des Klosters Blaubeuren
- Hafenbrack, Hans (* 1936), deutscher Journalist und Theologe
- Hafenbrädl, Aloys (1817–1883), deutscher Jurist und Politiker (Zentrum), MdR
- Hafenbrädl, Centa (1894–1973), deutsche Kommunalpolitikerin (CSU)
- Hafenecker, Christian (* 1980), österreichischer Politiker (FPÖ), Landtagsabgeordneter, Abgeordneter zum Nationalrat, Mitglied des BundesratesChristian Hafenecker (* 1980)

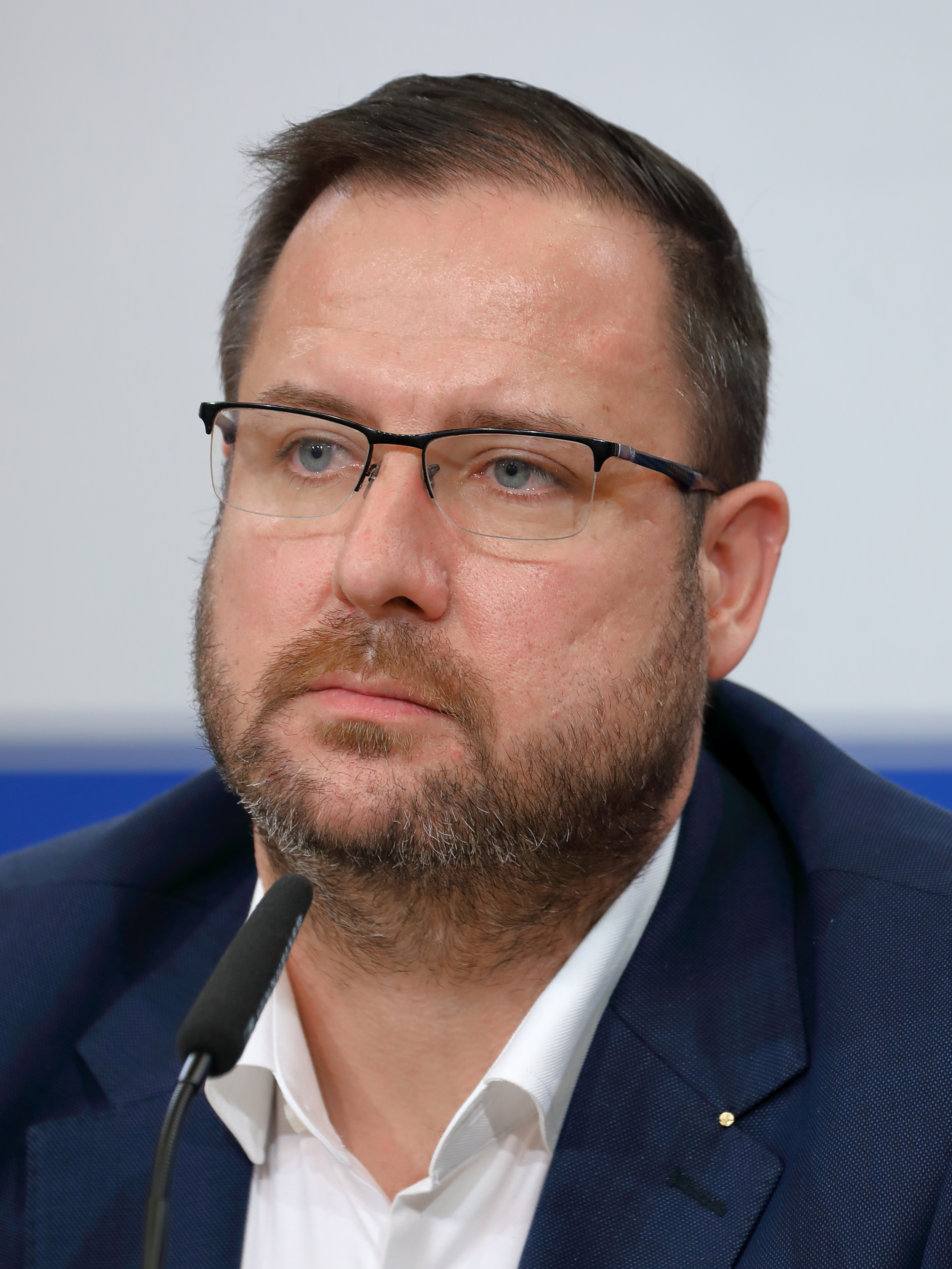
Christian Hafenecker (* 1980)

- Hafeneger, Benno (* 1948), deutscher Erziehungswissenschaftler und Autor
- Hafenegger, Andreas (1666–1745), österreichischer Architekt und Baumeister des Barock
- Hafenreffer, Matthias (1561–1619), deutscher lutherischer Theologe
- Hafenreffer, Samuel (1587–1660), deutscher Mediziner und Hochschullehrer
- Hafenrichter, Jaroslav (* 1990), tschechisch-deutscher Eishockeyspieler
- Hafenrichter, Oswald (1899–1973), US-amerikanischer Filmeditor
- Hafer, Christoph (* 1992), deutscher Bobfahrer
- Hafer, Dick (1927–2012), US-amerikanischer Jazz-Tenorsaxofonist
- Hafer, Hertha (1913–2007), deutsche Pharmazeutin und Apothekerin
- Hafer, Xaver (1915–2003), deutscher Flugzeugkonstrukteur
- Haferbeck, Edmund (* 1957), deutscher Agrarwissenschaftler, Tierrechtsaktivist, freier Journalist, Dezernent und Kommunalpolitiker (Bündnis 90/Die Grünen)
- Haferburg, Manfred (* 1948), deutscher Kerntechniker
- Haferkamp, Fritz (1925–1994), deutscher Architekt
- Haferkamp, Hans (1908–1993), deutscher Politiker (FDP, SPD), MdL
- Haferkamp, Hans (1921–1974), deutscher Fußballspieler
- Haferkamp, Hans (1939–1987), deutscher Soziologe
- Haferkamp, Hans-Peter (* 1966), deutscher Jurist und Hochschullehrer
- Haferkamp, Heinz (1933–2019), deutscher Maschinenbauer und Hochschullehrer
- Haferkamp, Kai (* 1967), deutscher Rechtsanwalt, Spieleautor für Kinderspiele
- Haferkamp, Katharina (* 2002), deutsche Volleyballspielerin
- Haferkamp, Otto (1926–2016), deutscher Pathologe und Hochschullehrer
- Haferkamp, Wilhelm (1923–1995), deutscher Gewerkschafter und Politiker (SPD), MdL
- Haferkorn, Arthur (1860–1923), deutscher Maler, Zeichner, Pädagoge
- Haferkorn, Heinz (1927–2003), deutscher Physiker und Hochschullehrer
- Haferkorn, Reinhard (1899–1983), deutscher Anglist und Hochschullehrer
- Haferland, Berthold C. (1934–2011), deutscher Jurist und Heimatpfleger
- Hafermaas, Gabriele (* 1940), deutsche Buchillustratorin
- Haferung, Heinrich Gottfried (1713–1759), deutscher lutherischer Theologe
- Haferung, Johann Kaspar (1669–1744), deutscher lutherischer Theologe
- Hafey, William Joseph (1888–1954), US-amerikanischer Geistlicher, römisch-katholischer Bischof von Scranton
- Hafez, Abdel Halim (1929–1977), ägyptischer Sänger und SchauspielerAbdel Halim Hafez (1929–1977)

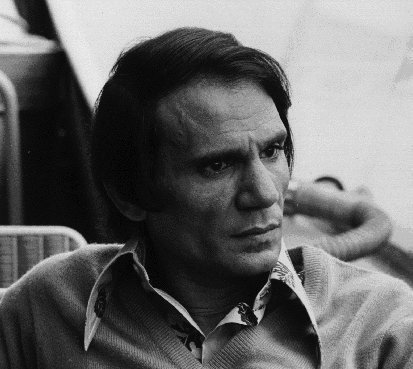
Abdel Halim Hafez (1929–1977)

- Hafez, Abdel Rahman (1923–1984), ägyptischer Basketballspieler
- Hafez, Amin al- (1926–2009), libanesischer General und Politiker (Baath-Partei)
- Hafez, Farid (* 1981), österreichischer Politikwissenschafter
- Hafez, Kai (* 1964), deutscher Kommunikationswissenschaftler und Hochschullehrer
- Hafez, Karim (* 1996), ägyptischer Fußballspieler
- Hafez, Nada (* 1997), ägyptische Säbelfechterin
- Hafezi, Farhad (* 1967), Schweizer Chirurg und Forscher

#### Haff
- Haff, Bergljot Hobæk (1925–2016), norwegische Schriftstellerin
- Haff, Carroll (1892–1947), US-amerikanischer Sprinter
- Haff, Karl (1879–1955), deutscher Rechtswissenschaftler
- Haff, Peter (1944–2024), US-amerikanischer Geologe
- Haff, Richard M. (1914–1988), US-amerikanischer Ingenieur und technischer Entwickler
- Haffa, Thomas (* 1952), deutscher MedienunternehmerThomas Haffa (* 1952)

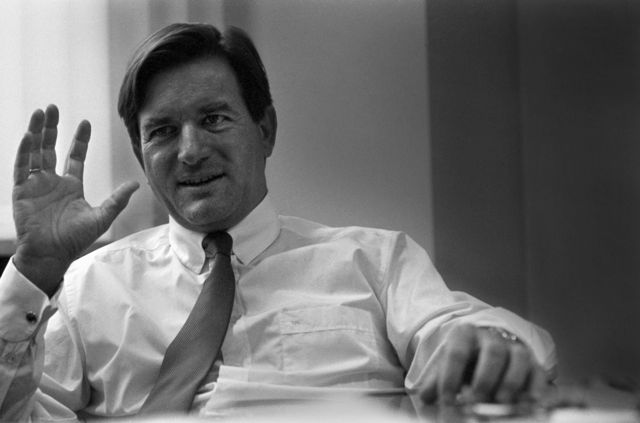
Thomas Haffa (* 1952)

- Haffar, Nabil (* 1945), syrischer Germanist und literarischer Übersetzer
- Häffele, Franz († 1785), deutscher Barockbaumeister
- Häffelin, Johann Casimir (1737–1827), deutscher Diplomat und Kardinal
- Häffely, Heinrich (1816–1877), Fabrikbesitzer und Politiker, MdR
- Haffenden, Elizabeth (1906–1976), britische Kostümbildnerin
- Haffenecker, Anton (1720–1789), böhmischer Baumeister
- Haffenecker, Thomas (1669–1730), Tiroler Baumeister
- Haffenrichter, Hans (1897–1981), deutscher Maler und Bildhauer
- Haffer, Jürgen (1932–2010), deutscher Geologe, Paläontologe, Ornithologe und Biograph
- Hafferl, Anton (1886–1959), österreichischer Anatom und Hochschullehrer
- Hafferl, Franz (1857–1925), österreichischer Unternehmer
- Haffey, Frank (* 1938), schottischer Fußballtorwart
- Haffke, Bernhard (* 1943), deutscher Jurist und Hochschullehrer
- Haffkine, Waldemar (1860–1930), russischer und französischer Bakteriologe
- Haffmans, Gerd (* 1944), deutscher Verleger
- Haffmans, Wilna (1936–2021), niederländische Bildhauerin und Medailleurin
- Haffner, Alex (1883–1969), deutscher Manager und Politiker (CDU)
- Haffner, Alfred (* 1938), deutscher Prähistoriker
- Haffner, August (1869–1941), deutsch-österreichischer Semitist
- Haffner, Augustin († 1616), Bürgermeister von Wien
- Haffner, Charles (* 1976), französischer Fußballspieler
- Haffner, Dorothee (* 1959), deutsche Kunsthistorikerin
- Haffner, Eduard (1804–1889), deutsch-baltischer Pädagoge, Hochschullehrer sowie Rektor der Universität Dorpat
- Haffner, Erik (* 1976), deutscher Regisseur und AutorErik Haffner (* 1976)

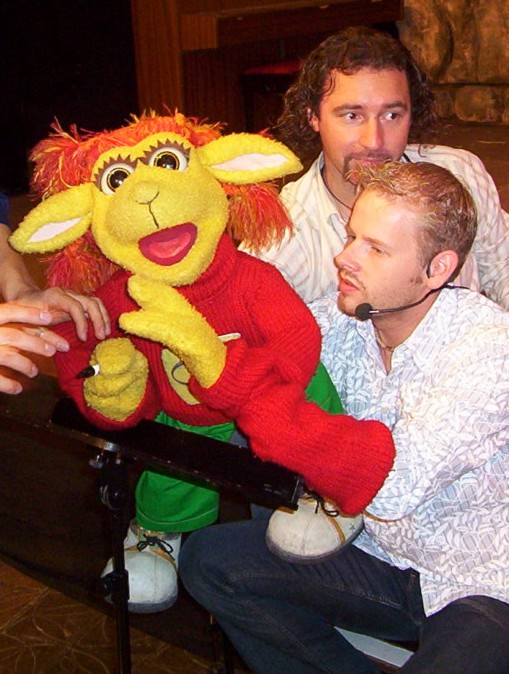
Erik Haffner (* 1976)

- Haffner, Erna (1912–1989), deutsche Schauspielerin, Komikerin, Sängerin und Synchronsprecherin
- Haffner, Ernst, deutscher Schriftsteller
- Haffner, Félix (1818–1875), französischer Landschafts- und Genremaler
- Haffner, Felix (1886–1953), deutscher Pharmakologe, Toxikologe und Hochschullehrer
- Haffner, Friedrich Wilhelm (1760–1828), deutscher Theaterschauspieler und Sänger
- Haffner, Hans (1912–1977), deutscher Astronom
- Haffner, Harry (1900–1969), deutscher Jurist und NationalsozialistHarry Haffner (1900–1969)

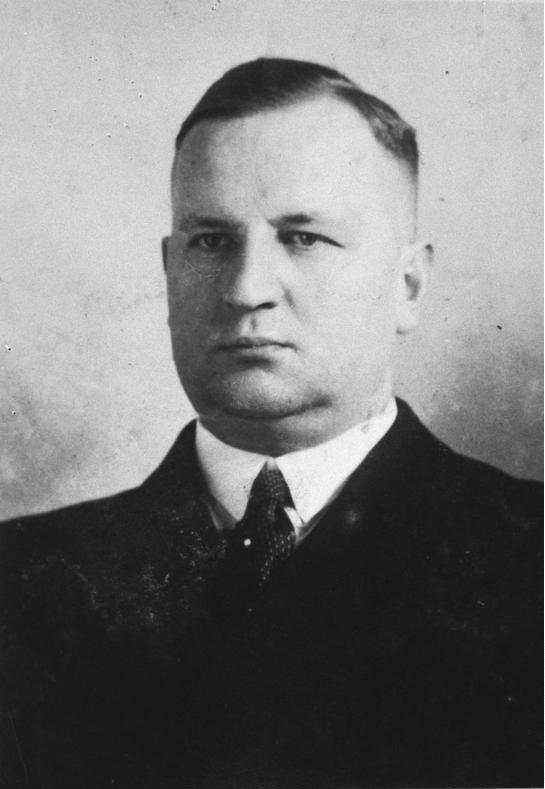
Harry Haffner (1900–1969)

- Haffner, Hermann (1837–1902), württembergischer Politiker
- Haffner, Isaak (1751–1831), Theologe und Hochschullehrer
- Haffner, Johann Christoph (1668–1754), deutscher Kupferstecher
- Haffner, Johann Georg (1775–1830), deutsch-französischer Arzt, gilt als Mitbegründer des Seebads Zoppot bei Danzig
- Haffner, Josef (1813–1883), österreichischer Politiker
- Haffner, Karl (1804–1876), deutscher Dramatiker
- Haffner, Karl von (1855–1944), deutscher Jurist
- Häffner, Kerstin (1966–2022), deutsche Wasserspringerin
- Haffner, Konstantin von (1895–1985), deutscher Zoologe
- Haffner, Martin (1777–1839), fränkischer Gutsbesitzer und Politiker
- Haffner, Oliver (* 1974), deutscher Regisseur
- Haffner, Paul (1905–2001), deutscher Botaniker, Lehrer und Naturschützer
- Haffner, Paul Leopold (1829–1899), deutscher katholischer Theologe und Bischof von Mainz
- Haffner, Peter (* 1953), Schweizer Journalist und Schriftsteller
- Häffner, Petra (* 1964), deutsche Politikerin (Bündnis 90/Die Grünen), MdL
- Haffner, Sarah (1940–2018), deutsch-britische Malerin und Autorin
- Haffner, Sebastian (1907–1999), deutscher promovierter Jurist, Publizist, Historiker, Schriftsteller, Journalist, Korrespondent und KolumnistSebastian Haffner (1907–1999)

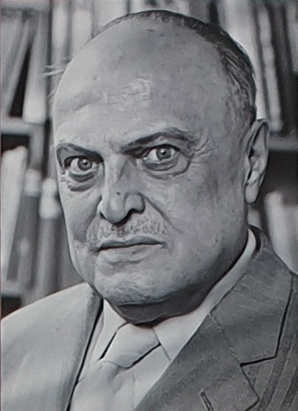
Sebastian Haffner (1907–1999)

- Haffner, Sigmund der Ältere (1699–1772), Bürgermeister der Stadt Salzburg
- Haffner, Sigmund der Jüngere (1756–1787), Salzburger Unternehmer und Stifter
- Haffner, Stefan (* 1962), deutscher Krimi-Autor
- Haffner, Steffen (* 1940), deutscher Sportjournalist
- Haffner, Walther (1925–2002), deutscher Kirchenmusiker
- Häffner, Wilhelm († 1936), deutscher Politiker und württembergischer Oberamtmann
- Haffner, Wolfgang (* 1965), deutscher Jazz-Schlagzeuger
- Haffner, Wolfgang von (1810–1887), dänischer General und Politiker
- Haffter, Carl (1909–1996), Schweizer Kinder- und Jugendpsychiater
- Haffter, Elias (1803–1861), Schweizer Arzt und Standespolitiker
- Haffter, Elias (1851–1909), Schweizer Arzt und Reiseschriftsteller
- Haffter, Heinz (1905–1998), Schweizer Altphilologe
- Haffter, Martha (1873–1951), Schweizer Malerin
- Haffter, Petra (* 1953), deutsche Regisseurin, Drehbuchautorin, Produzentin
- Hafftiz, Peter (1525–1601), deutscher Schulmann und Historiker

#### Hafg
- Hafgren-Waag, Lilly (1884–1965), schwedische Opernsängerin (hochdramatischer Sopran)

#### Hafi
- Hafid, Meutya (* 1978), indonesische Politikerin und Journalistin
- Hafid, Nadia (* 1990), spanische Illustratorin
- Hafidi, Abdelilah (* 1992), marokkanischer Fußballspieler
- Hafis, persischer DichterHafis

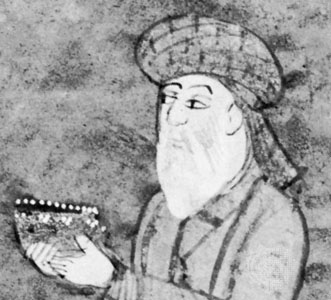
Hafis

- Hafiszah Jamaludin, Norjannah (* 1986), malaysische Sprinterin
- Hafith, Abdullah al- (* 1992), saudi-arabischer Fußballspieler
- Hâfız Osman (1642–1698), osmanischer Kalligraf
- Hafiz Said Khan (* 1972), Taliban, Mitglied des Islamischen Staats
- Hafiz, Abdul (* 1995), indonesischer Speerwerfer
- Hafiz, al- (1074–1149), elfter Kalif der Fatimiden (1130–1149)
- Hafiz, Amin al- (1921–2009), syrischer General und PolitikerAmin al-Hafiz (1921–2009)

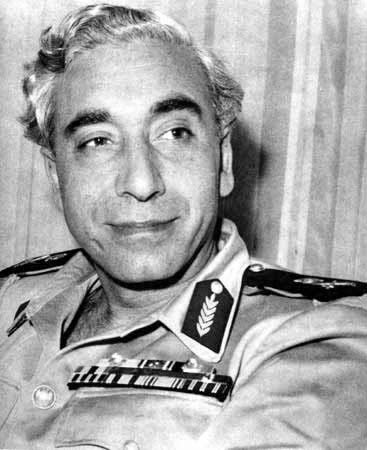
Amin al-Hafiz (1921–2009)

- Hafız, Elektro, türkischer Sänger, Komponist, Songwriter, Musikproduzent und Multiinstrumentalist
- Hafiz, Mohamed Essam (* 1976), ägyptischer Squashspieler
- Hafiz, Sheikh Khalid (1938–1999), Imam
- Hafizi, Martin (* 1993), bulgarischer Jazzmusiker (Schlagzeug, Komposition)

#### Hafk
- Hafke, Hans Günter (1949–2011), deutscher Politiker (SPD)
- Hafke, Marcel (* 1982), deutscher Politiker (FDP), MdL
- Hafkemeyer, Jörg (* 1947), deutscher Journalist
- Häfker, Hermann (1873–1939), deutscher Schriftsteller
- Häfker, Johann (1885–1948), deutscher Politiker (NSDAP), MdR
- Hafkin, Nancy (* 1942), US-amerikanische Historikerin und ITK-Spezialistin

#### Hafl
- Haflagu, nabatäischer Künstler
- Hafliði Hallgrímsson (* 1941), isländischer Komponist und Cellist
- Häfliger, Jost Bernhard (1759–1837), Schweizer katholischer Pfarrer, Förderer des Landschulwesens und Pionier der schweizerdeutschen Mundartliteratur
- Häfliger, Louis (1904–1993), Schweizer Bankangestellter, Delegierter des Internationalen Komitees vom Roten Kreuz
- Häfliger, Melanie (* 1982), Schweizer Eishockeyspielerin
- Häfliger, Nahuel (* 1987), Schweizer Schauspieler
- Häfliger, Oskar (1923–1976), Schweizer Zehnkämpfer und Diskuswerfer
- Häfliger, Othmar (* 1963), Schweizer Radrennfahrer
- Häfliger, Paul (1886–1950), schweizerisch-deutscher Unternehmer und Kriegsverbrecher
- Häfliger, René (* 1969), Schweizer Politiker (LDP)

#### Hafn
- Hafnaoui, Ahmed (* 2002), tunesischer Schwimmer und Olympiasieger
- Hafnar, Mark (* 2002), slowenischer Skispringer
- Hafner, Adolf (1926–2019), österreichischer Eishockeyspieler
- Hafner, Aemilian (1739–1823), Benediktiner
- Hafner, Alphons (1742–1807), Benediktiner
- Hafner, Alwin Albert (1930–2016), schweizerischer Ordensgeistlicher, Bischof von Morombe
- Hafner, Anton (1912–2012), österreichischer Maler und Komponist
- Hafner, Anton (1918–1944), deutscher Luftwaffenoffizier und Jagdflieger im Zweiten Weltkrieg
- Häfner, August (1912–1999), deutscher Küfer, Wein- und SpirituosenhändlerAugust Häfner (1912–1999)

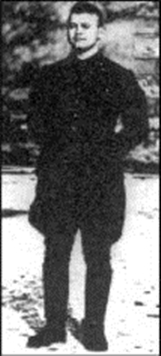
August Häfner (1912–1999)

- Häfner, Axel (* 1965), deutscher Schauspieler und Hörspielsprecher
- Häfner, Bernhard (* 1943), deutscher Internist und Sanitätsoffizier
- Häfner, Carla (* 1978), deutsche Ärztin und Kinderbuchautorin
- Hafner, Christian (* 1972), italienischer Naturbahnrodler
- Hafner, Dean (* 1996), israelische Schauspielerin
- Häfner, Eberhard (* 1941), deutscher Schriftsteller
- Hafner, Erich (* 1959), österreichischer Politiker (FPÖ), Abgeordneter zum Landtag Steiermark
- Hafner, Fabian (* 1993), österreichischer Fußballspieler
- Hafner, Fabjan (1966–2016), kärntenslowenischer Literaturwissenschaftler, Lyriker und Übersetzer
- Hafner, Felix (* 1956), Schweizer Rechtswissenschaftler
- Hafner, Felix (* 1992), österreichischer Theaterregisseur
- Hafner, Florian (* 1994), Schweizer Unihockeyspieler
- Hafner, Franz (1903–1985), österreichischer Forstingenieur und Hochschullehrer
- Hafner, Franz (1912–1999), deutscher Schauspieler, Regisseur und Leiter des Berchtesgadener Bauerntheaters
- Hafner, Franz Xaver (1912–1993), deutscher Bankkaufmann und Politiker (CSU)
- Hafner, Fred, deutscher Wirtschafts-, Verkehrs- und Reise-Journalist, Herausgeber und Chefredakteur
- Hafner, Fritz (1877–1964), österreichisch-deutscher Maler und Kunsterzieher
- Häfner, Georg (1900–1942), deutscher römisch-katholischer Priester und Widerstandskämpfer gegen das NS-Regime
- Hafner, Georg M. (* 1947), deutscher Fernsehjournalist
- Häfner, Gerald (* 1956), deutscher Politiker (Bündnis 90/Die Grünen), MdB, MdEP, Sachbuchautor
- Häfner, Gerd (* 1960), deutscher römisch-katholischer Theologe
- Hafner, Gerhard (* 1943), österreichischer Völkerrechtler
- Hafner, Gerhard (* 1964), österreichischer Geistlicher, Prälat und 68. Abt des Benediktinerstiftes Admont
- Hafner, German (1911–2008), deutscher Klassischer Archäologe
- Häfner, Gertrud (1934–2008), deutsche Schriftstellerin
- Häfner, Gilbert (* 1955), deutscher Jurist, Richter, Präsident des OLG DresdenGilbert Häfner (* 1955)

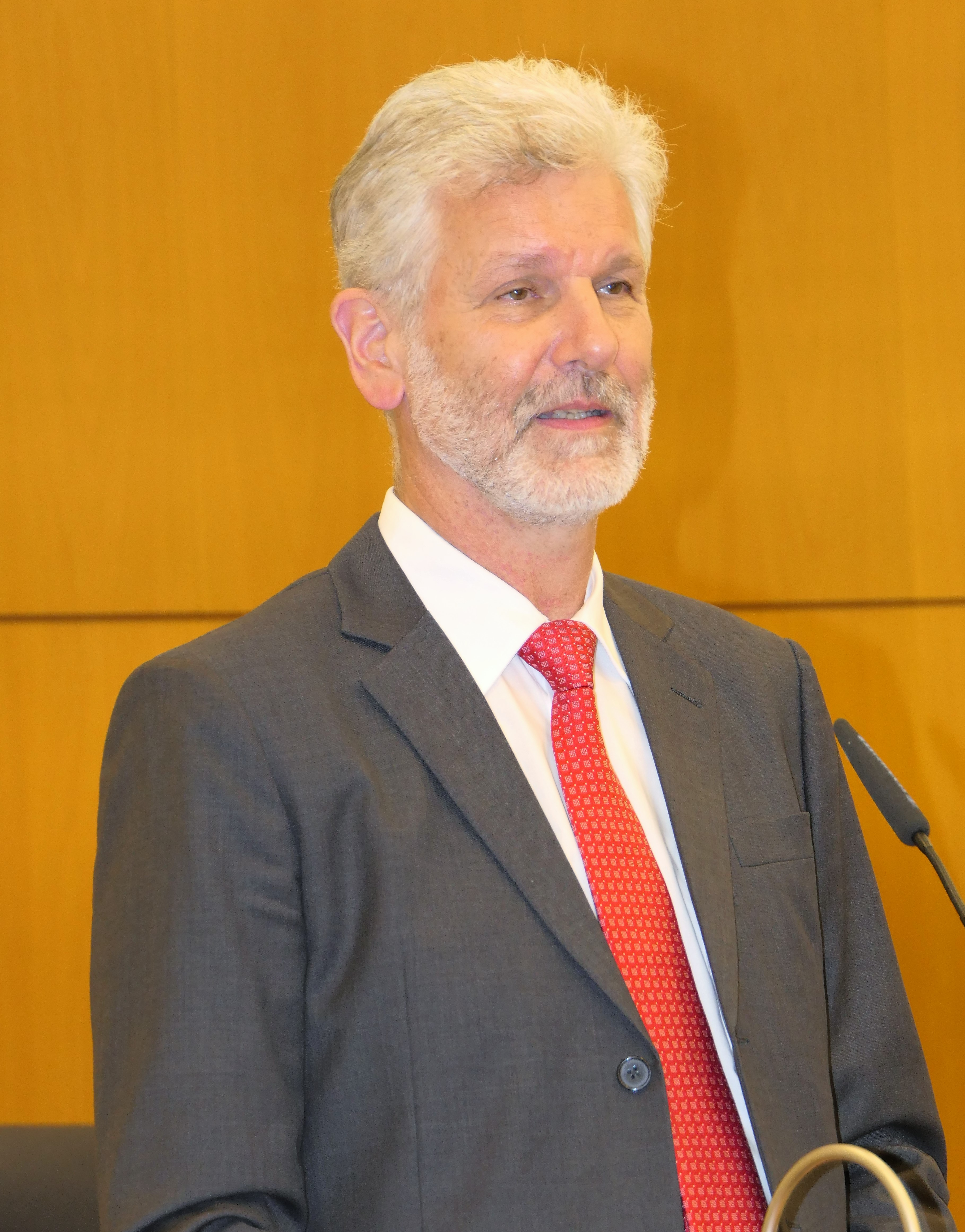
Gilbert Häfner (* 1955)

- Hafner, Gottlob Eberhard von (1785–1858), deutscher Theologe
- Hafner, Hans (* 1938), österreichischer Politiker (ÖVP), Abgeordneter zum Nationalrat
- Hafner, Hans (* 1972), deutscher Komponist und Sounddesigner
- Hafner, Hans-Jürgen (* 1972), deutscher Kunstkritiker und Kurator
- Häfner, Hans-Peter (* 1938), deutscher Politiker (CDU), MdV, MdL
- Hafner, Heinrich (1838–1902), Schweizer Jurist
- Häfner, Heinz (1926–2022), deutscher Psychiater
- Häfner, Herbert (1904–1954), deutscher Maler
- Häfner, Horst (1940–2020), deutscher Fußballspieler
- Hafner, Hubert (* 1952), deutscher Jurist und Kommunalpolitiker (CSU), Landrat (Bayern)
- Hafner, Johann Evangelist (* 1963), deutscher katholischer Theologe, Religionswissenschaftler und Philosoph
- Hafner, Johann Peter (1881–1966), deutscher Kommunalpolitiker und Beigeordneter
- Hafner, Johann Ulrich (1827–1891), Schweizer Ingenieur, Unternehmer und Politiker
- Hafner, Jörg (* 1965), Schweizer Waffenläufer
- Hafner, Josef (1799–1891), österreichischer Lithograf
- Hafner, Josef (1875–1932), österreichischer Lehrer und Politiker (SPÖ), Landtagsabgeordneter, Abgeordneter zum Nationalrat, Mitglied des Bundesrates
- Hafner, Josef Anton (1709–1756), deutscher Maler aus dem oberschwäbischen Türkheim
- Häfner, Jürgen (* 1959), deutscher Politiker (SPD), Staatssekretär in Rheinland-Pfalz
- Häfner, Kai (* 1989), deutscher HandballspielerKai Häfner (* 1989)

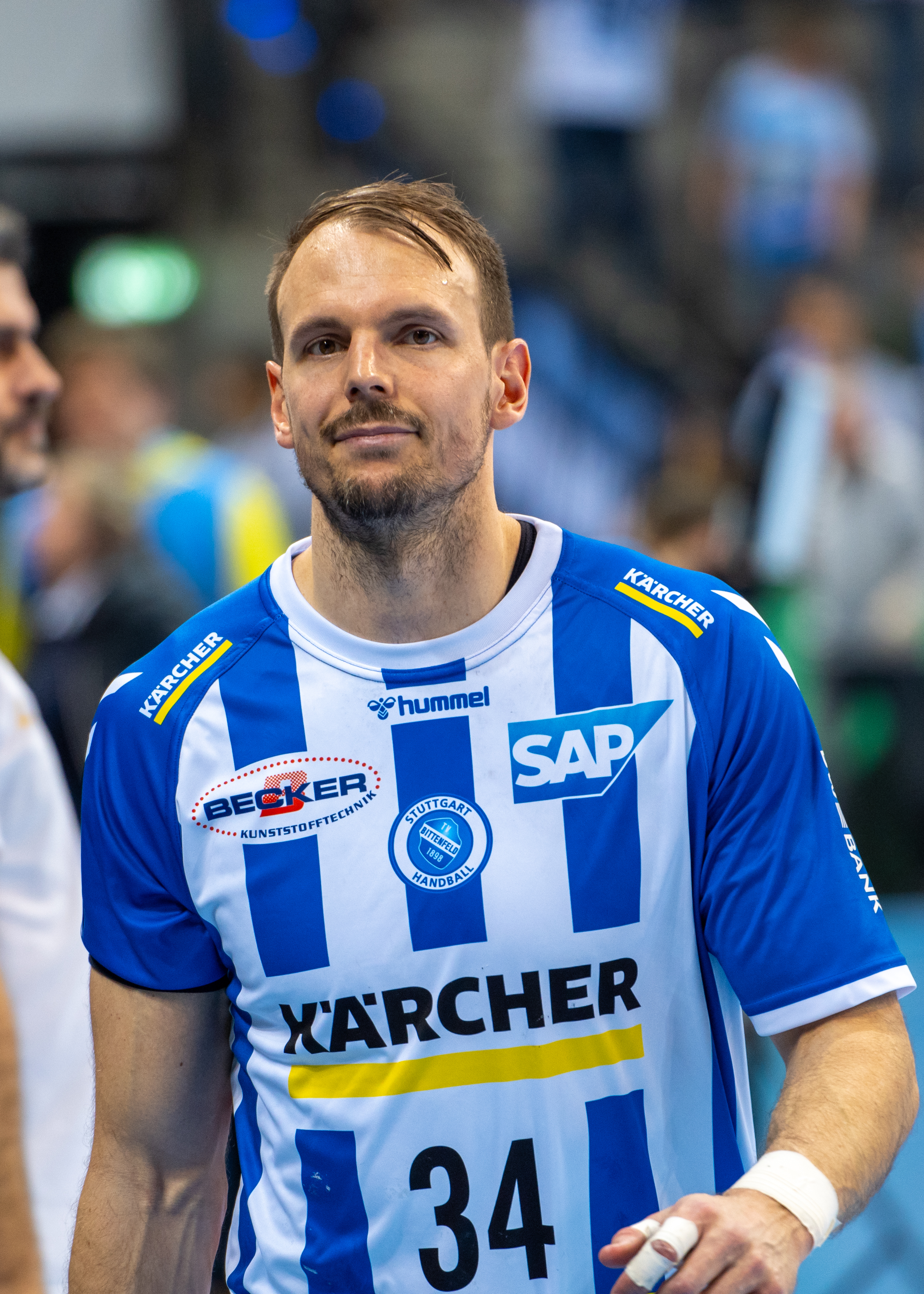
Kai Häfner (* 1989)

- Hafner, Karl (1875–1945), österreichischer Archivar und Historiker
- Hafner, Karl (1878–1947), Schweizer Politiker und Rechtsanwalt
- Hafner, Karl (1905–1945), österreichischer Mundartdichter und Lehrer
- Hafner, Karoline (1898–1984), österreichische Malerin
- Hafner, Katie (* 1957), US-amerikanische Journalistin
- Hafner, Klaus (1927–2021), deutscher Chemiker
- Häfner, Konrad (* 1885), deutscher Offizier und Verwaltungsbeamter
- Hafner, Leo (1924–2015), Schweizer Architekt
- Hafner, Leopold (1930–2015), deutscher Bildhauer
- Häfner, Lutz (* 1972), deutscher Jazzmusiker
- Hafner, Marc (* 1986), deutscher Handballspieler
- Hafner, Maria (1891–1969), österreichische Rotkreuz-Helferin
- Hafner, Maria (1923–2018), Schweizer Malerin
- Hafner, Maria (* 1980), deutsche Musikerin und SchauspielerinMaria Hafner (* 1980)

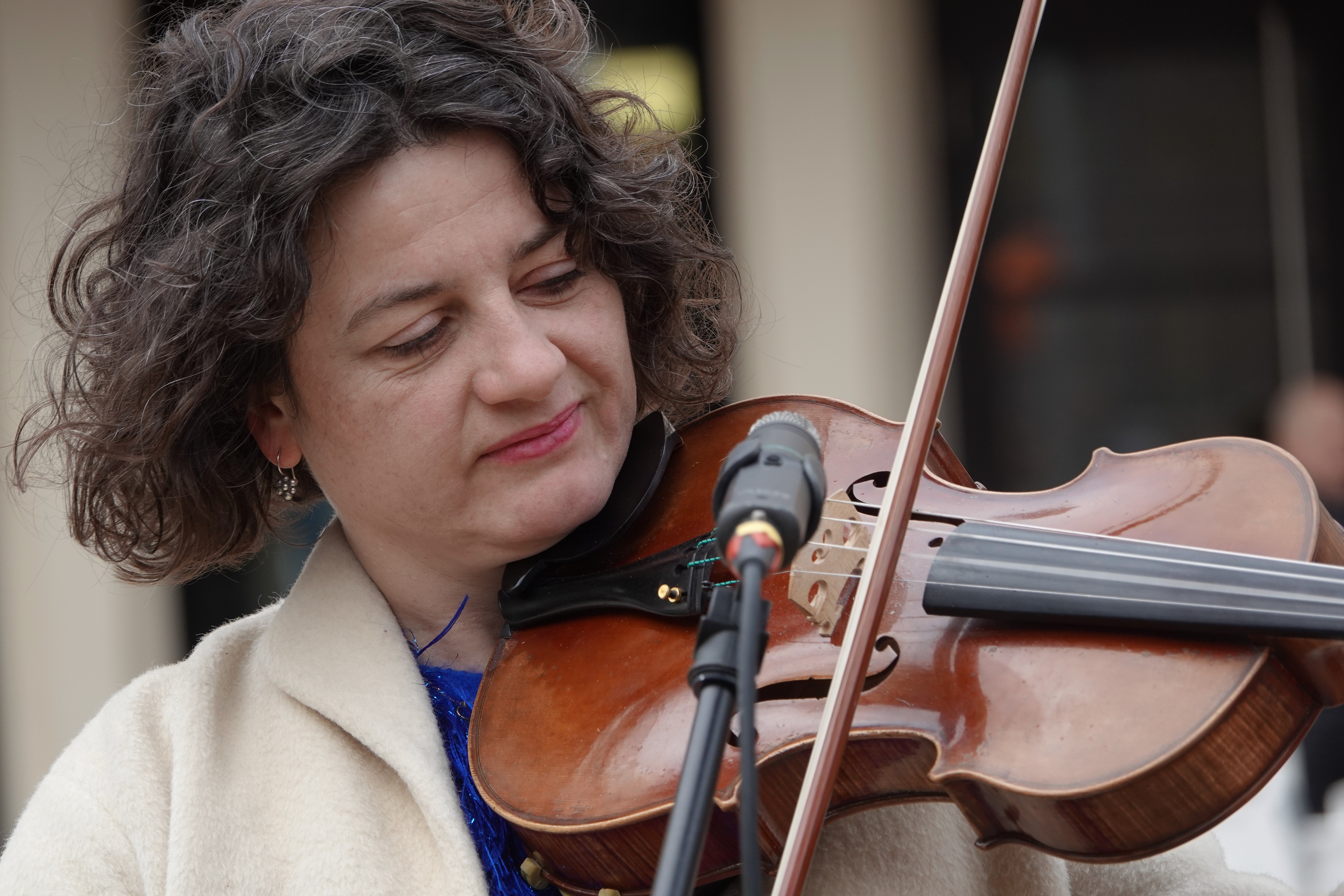
Maria Hafner (* 1980)

- Häfner, Max (* 1996), deutscher Handballspieler
- Häfner, Michael (1959–2005), deutscher Schauspieler und Sänger
- Hafner, Nils (* 1973), deutscher Wirtschaftswissenschaftler
- Hafner, Oswald (1806–1882), deutscher Heimatdichter
- Hafner, Otto (1904–1986), deutscher Ingenieur und NS-Gegner
- Hafner, Paul (* 1977), österreichischer Fußballspieler, -trainer und -funktionär
- Hafner, Paul Maria (1923–2010), italienischer Offizier der Waffen-SS, Schweinezüchter und Erfinder
- Hafner, Philipp (1735–1764), österreichischer Schriftsteller und Literaturkritiker
- Hafner, Ralf (* 1959), deutscher Betriebswirt
- Häfner, Ralph (* 1962), deutscher Literaturwissenschaftler
- Häfner, Reinhard (1952–2016), deutscher Fußballspieler und -trainerReinhard Häfner (1952–2016)

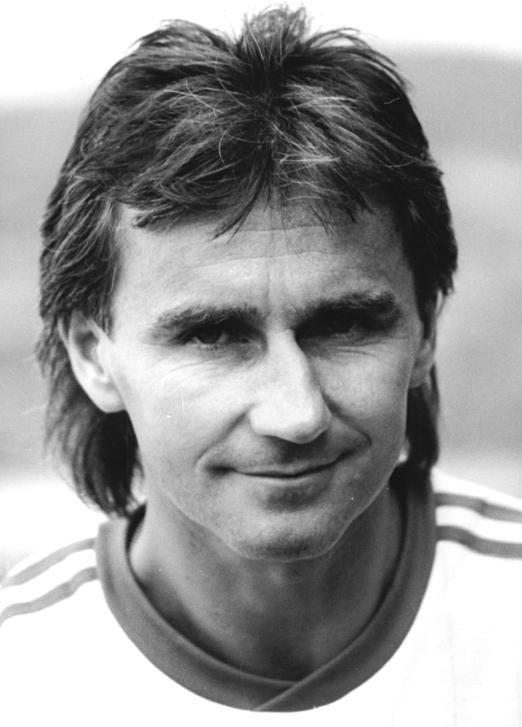
Reinhard Häfner (1952–2016)

- Hafner, Rudolf (1893–1951), österreichischer Maler und Bühnenbildner
- Hafner, Rudolf (* 1951), Schweizer Politiker (GFL) und Whistleblower
- Hafner, Sabina (* 1984), Schweizer Bobsportlerin und Skeletonpilotin
- Hafner, Sebastian (* 1982), deutscher Musiker
- Hafner, Siegfried (1925–2013), österreichischer Bildhauer
- Hafner, Stanislaus (1916–2006), österreichischer Slawist
- Hafner, Stefan (1932–2014), Schweizer Geologe und Mineraloge
- Hafner, Stefan (* 1976), österreichischer Drehbuchautor
- Häfner, Thomas (1928–1985), deutscher phantastischer Maler, Mitglied der Gruppe Junge Realisten
- Hafner, Tobias (1833–1921), deutscher Lehrer, Schriftsteller und Lokalhistoriker
- Hafner, Tomo (* 1980), slowenischer Eishockeyspieler und -trainer
- Hafner, Ursula (* 1943), Schweizer Politikerin (SP)
- Hafner, Walter (1927–2004), deutscher Chemiker
- Hafner, Walter, deutscher Tischtennisspieler
- Häfner, Wilhelm, deutscher Fußballspieler
- Häfner, Willi (1903–1963), deutscher Politiker (CDU), MdL
- Hafner-Al Jabaji, Amira (* 1971), Schweizer Islamwissenschaftlerin, Publizistin und Moderatorin
- Häfner-Mode, Ilse (1902–1973), deutsche Künstlerin
- Hafner-Wipf, Ursula (* 1949), Schweizer Politikerin (SP)

#### Hafo
- Háfoss, Kristina (* 1975), färöische Politikerin des linksrepublikanischen Tjóðveldi und Kulturministerin in der färöischen LandesregierungKristina Háfoss (* 1975)

Kristina Háfoss (* 1975)

- Hafouri, Jacques Georges Habib (1916–2011), syrischer Geistlicher, syrisch-katholischer Erzbischof von Hassaké-Nisibi

#### Hafr
- Háfra, Noémi (* 1998), ungarische Handballspielerin
- Hafrang, Josef (1911–1995), deutscher Politiker (SED)
- Hafrén, Mia (* 1974), finnische Sängerin und Schauspielerin
- Hafrún Rakel Halldórsdóttir (* 2002), isländische Fußballspielerin

#### Hafs
- Hafsa bint ʿUmar, Ehefrau Mohammeds
- Hafsa Hatun, Ehefrau des osmanischen Sultans Bayezid I.
- Hafsås, Ronny (* 1985), norwegischer Biathlet und Biathlontrainer
- Hafsi, Adel (* 1971), Techno-Musikproduzent
- Hafstad, Lawrence (1904–1993), US-amerikanischer Physiker
- Hafstein, Hannes (1861–1922), isländischer Politiker und Poet
- Hafsteinn Ægir Geirsson (* 1980), isländischer Radrennfahrer
- Håfström, Dan (* 1972), schwedischer Kinderdarsteller
- Hafström, Gillis (1841–1909), schwedischer Maler
- Håfström, Mikael (* 1960), schwedischer Drehbuchautor und RegisseurMikael Håfström (* 1960)

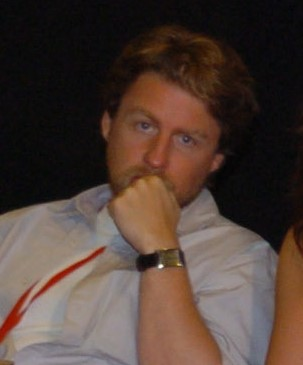
Mikael Håfström (* 1960)

#### Haft
- Haft, Fritjof (* 1940), deutscher Rechtswissenschaftler
- Haft, Harry (1925–2007), polnisch-US-amerikanischer Boxer und Überlebender des Holocaust
- Haft, Jan (* 1967), deutscher Dokumentarfilmer
- Haft, Monika, deutsche Fußballspielerin
- Haft, Steven (* 1949), US-amerikanischer Filmproduzent und Autor
- Haftar, Chalifa (* 1943), libyscher Militäroffizier
- Haftbefehl (* 1985), deutscher Rapper
- Haftendorn, Dörte (* 1948), deutsche Mathematikerin und Hochschullehrerin
- Haftendorn, Helga (1933–2023), deutsche Politikwissenschaftlerin
- Hafter, Adam (1834–1914), Schweizer Wirtschaftsmanager, Lehrer und Politiker
- Hafter, Ernst (1876–1949), Schweizer Rechtswissenschaftler
- Hafþór Júlíus Björnsson (* 1988), isländischer StrongmanHafþór Júlíus Björnsson (* 1988)

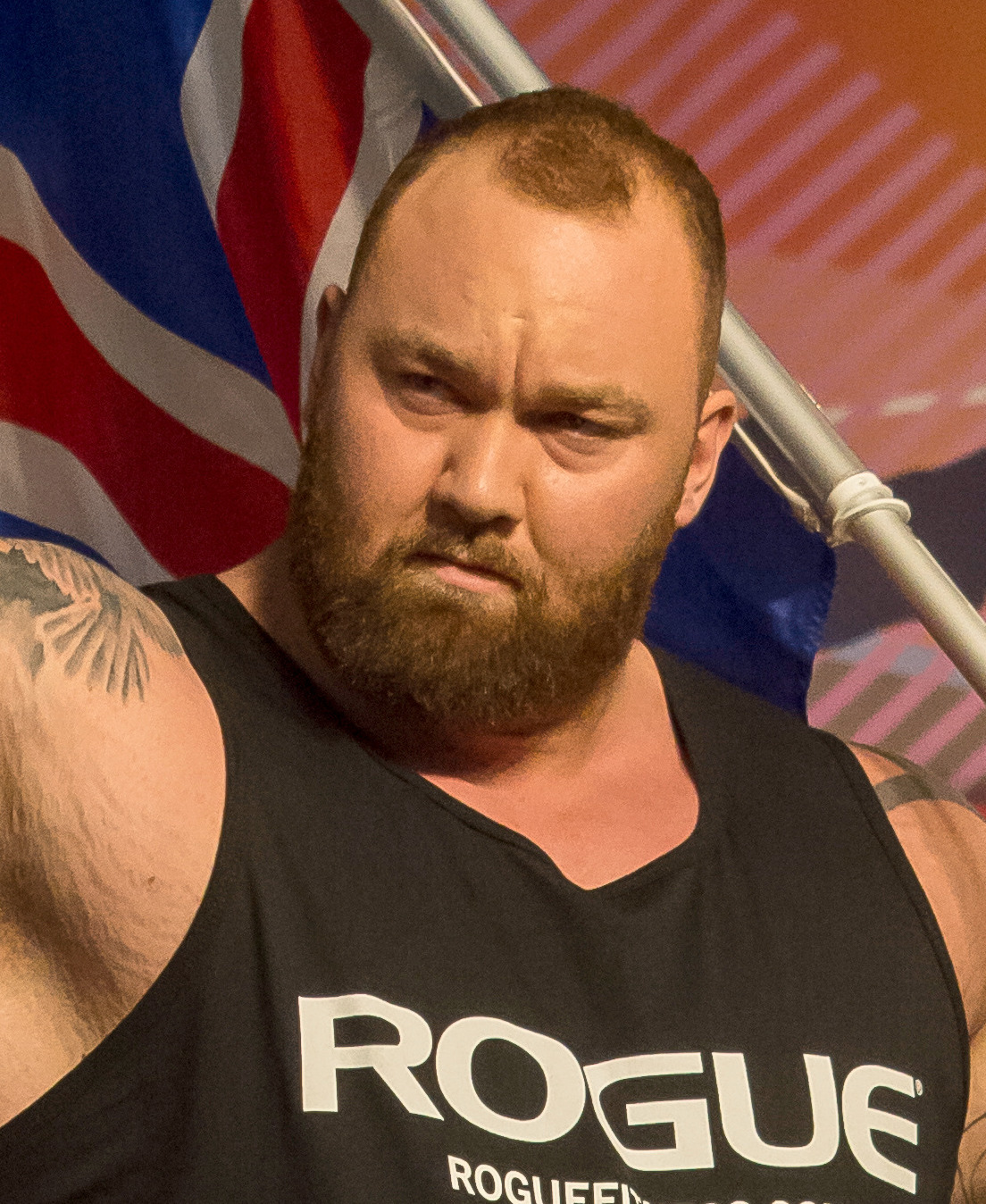
Hafþór Júlíus Björnsson (* 1988)

- Hafþór Sigrúnarson (* 1997), isländischer Eishockeyspieler
- Haftmann, Martin (1899–1961), deutscher Fußballspieler
- Haftmann, Roswitha (1924–1998), Schweizer Galeristin
- Haftmann, Werner (1912–1999), deutscher Kunsthistoriker
- Haftu, Goitetom (* 1987), äthiopische Marathonläuferin